# Az Amerikai Egyesült Államok az 1984. évi nyári olimpiai játékokon
Az Amerikai Egyesült Államok a Los Angelesben megrendezett 1984. évi nyári olimpiai játékok házigazda nemzeteként vett részt a versenyeken. Az országot az olimpián 25 sportágban 522 sportoló képviselte, akik összesen 174 érmet szereztek.

## Érmesek
| Érem  | Versenyző | Sportág       | Versenyszám                    |
| ----- | --- | ------------- | ------------------------------ |
| Arany | Carl Lewis | Atlétika      | Férfi 100 m                    |
| Arany | Carl Lewis | Atlétika      | Férfi 200 m                    |
| Arany | Alonzo Babers | Atlétika      | Férfi 400 m                    |
| Arany | Roger Kingdom | Atlétika      | Férfi 110 m gát                |
| Arany | Edwin Moses | Atlétika      | Férfi 400 m gát                |
| Arany | Sam Graddy Ron Brown Calvin Smith Carl Lewis | Atlétika      | Férfi 4 × 100 m váltó          |
| Arany | Sunder Nix Ray Armstead Alonzo Babers Antonio McKay Walter McCoy Willie Smith | Atlétika      | Férfi 4 × 400 m váltó          |
| Arany | Carl Lewis | Atlétika      | Férfi távolugrás               |
| Arany | Al Joyner | Atlétika      | Férfi hármasugrás              |
| Arany | Evelyn Ashford | Atlétika      | Női 100 m                      |
| Arany | Valerie Brisco-Hooks | Atlétika      | Női 200 m                      |
| Arany | Valerie Brisco-Hooks | Atlétika      | Női 400 m                      |
| Arany | Joan Benoit | Atlétika      | Női maraton                    |
| Arany | Benita Fitzgerald-Brown | Atlétika      | Női 100 m gát                  |
| Arany | Alice Brown Jeanette Bolden Chandra Cheeseborough Evelyn Ashford | Atlétika      | Női 4 × 100 m váltó            |
| Arany | Lillie Leatherwood Sherri Howard Valerie Brisco-Hooks Chandra Cheeseborough Diane Dixon Denean Howard-Hill | Atlétika      | Női 4 × 400 m váltó            |
| Arany | Steve Fraser | Birkózás      | Kötöttfogás, 90 kg             |
| Arany | Jeff Blatnick | Birkózás      | Kötöttfogás, +100 kg           |
| Arany | Bobby Weaver | Birkózás      | Szabadfogás, 48 kg             |
| Arany | Randy Lewis | Birkózás      | Szabadfogás, 62 kg             |
| Arany | Dave Schultz | Birkózás      | Szabadfogás, 74 kg             |
| Arany | Mark Schultz | Birkózás      | Szabadfogás, 82 kg             |
| Arany | Ed Banach | Birkózás      | Szabadfogás, 90 kg             |
| Arany | Lou Banach | Birkózás      | Szabadfogás, 100 kg            |
| Arany | Bruce Baumgartner | Birkózás      | Szabadfogás, +100 kg           |
| Arany | Bradley Lewis Paul Enquist | Evezés        | Férfi kétpárevezős             |
| Arany | Jeanne Flanagan Holly Metcalf Carol Bower Carie Graves Shyril O'Steen Kristine Norelius Kristen Thorsness Kathy Keeler Betsy Beard | Evezés        | Női nyolcas                    |
| Arany | Darrell Pace | Íjászat       | Férfi egyéni                   |
| Arany | Alexi Grewal | Kerékpározás  | Férfi egyéni mezőnyverseny     |
| Arany | Mark Gorski | Kerékpározás  | Férfi egyéni sprint            |
| Arany | Steve Hegg | Kerékpározás  | Férfi egyéni üldözőverseny     |
| Arany | Connie Carpenter-Phinney | Kerékpározás  | Női egyéni mezőnyverseny       |
| Arany | Nemzeti válogatott Steve Alford Leon Wood Patrick Ewing Vern Fleming Alvin Robertson Michael Jordan Joe Kleine Jon Koncak Wayman Tisdale Chris Mullin Sam Perkins Jeff Turner                                                                               | Kosárlabda    | Férfi                          |
| Arany | Nemzeti válogatott Teresa Edwards Lea Henry Lynette Woodard Anne Donovan Cathy Boswell Cheryl Miller Janice Lawrence Cindy Noble Kim Mulkey Denise Curry Pamela McGee Carol Menken-Schaudt                                                                  | Kosárlabda    | Női                            |
| Arany | Joe Fargis | Lovaglás      | Egyéni díjugratás              |
| Arany | Joe Fargis Conrad Homfeld Leslie Burr-Howard Melanie Smith | Lovaglás      | Csapat díjugratás              |
| Arany | Karen Stives Torrance Watkins Fleischmann J. Michael Plumb Bruce Davidson | Lovaglás      | Csapat lovastusa               |
| Arany | Greg Louganis | Műugrás       | Férfi egyéni műugrás           |
| Arany | Greg Louganis | Műugrás       | Férfi egyéni toronyugrás       |
| Arany | Paul Gonzales | Ökölvívás     | Papírsúly                      |
| Arany | Steve McCrory | Ökölvívás     | Légsúly                        |
| Arany | Meldrick Taylor | Ökölvívás     | Pehelysúly                     |
| Arany | Pernell Whitaker | Ökölvívás     | Könnyűsúly                     |
| Arany | Jerry Page | Ökölvívás     | Kisváltósúly                   |
| Arany | Mark Breland | Ökölvívás     | Váltósúly                      |
| Arany | Frank Tate | Ökölvívás     | Nagyváltósúly                  |
| Arany | Henry Tillman | Ökölvívás     | Nehézsúly                      |
| Arany | Tyrell Biggs | Ökölvívás     | Szupernehézsúly                |
| Arany | Nemzeti válogatott Dusty Dvorak Dave Saunders Steve Salmons Paul Sunderland Rich Duwelius Steve Timmons Craig Buck Marc Waldie Chris Marlowe Aldis Berzins Pat Powers Karch Kiraly                                                                          | Röplabda      | Férfi                          |
| Arany | Ed Etzel | Sportlövészet | Férfi sportpuska fekvő         |
| Arany | Matt Dryke | Sportlövészet | Skeet                          |
| Arany | Pat Spurgin | Sportlövészet | Női légpuska                   |
| Arany | Tracie Ruiz-Conforto | Szinkronúszás | Egyéni                         |
| Arany | Tracie Ruiz-Conforto Candy Costie | Szinkronúszás | Páros                          |
| Arany | Peter Vidmar Bart Conner Mitch Gaylord Tim Daggett Jim Hartung Scott Johnson | Torna         | Férfi csapat összetett         |
| Arany | Bart Conner | Torna         | Férfi korlát                   |
| Arany | Peter Vidmar | Torna         | Férfi lólengés                 |
| Arany | Mary Lou Retton | Torna         | Női egyéni összetett           |
| Arany | Julianne McNamara | Torna         | Női felemás korlát             |
| Arany | Rowdy Gaines | Úszás         | Férfi 100 m gyors              |
| Arany | George DiCarlo | Úszás         | Férfi 400 m gyors              |
| Arany | Mike O’Brien | Úszás         | Férfi 1500 m gyors             |
| Arany | Chris Cavanaugh Michael Heath Matt Biondi Rowdy Gaines Tom Jager Robin Leamy | Úszás         | Férfi 4 × 100 m gyorsváltó     |
| Arany | Michael Heath David Larson Jeff Float Bruce Hayes Geoff Gaberino Rich Saeger | Úszás         | Férfi 4 × 200 m gyorsváltó     |
| Arany | Rick Carey | Úszás         | Férfi 100 m hát                |
| Arany | Rick Carey | Úszás         | Férfi 200 m hát                |
| Arany | Steve Lundquist | Úszás         | Férfi 100 m mell               |
| Arany | Rick Carey Steve Lundquist Pablo Morales Rowdy Gaines Dave Wilson Rich Schroeder Michael Heath Tom Jager | Úszás         | Férfi 4 × 100 m vegyes váltó   |
| Arany | Nancy Hogshead | Úszás         | Női 100 m gyors                |
| Arany | Carrie Steinseifer | Úszás         | Női 100 m gyors                |
| Arany | Mary Wayte | Úszás         | Női 200 m gyors                |
| Arany | Tiffany Cohen | Úszás         | Női 400 m gyors                |
| Arany | Tiffany Cohen | Úszás         | Női 800 m gyors                |
| Arany | Jenna Johnson Carrie Steinseifer Dara Torres Nancy Hogshead Jill Sterkel Mary Wayte | Úszás         | Női 4 × 100 m gyorsváltó       |
| Arany | Theresa Andrews | Úszás         | Női 100 m hát                  |
| Arany | Mary T. Meagher | Úszás         | Női 100 m pillangó             |
| Arany | Mary T. Meagher | Úszás         | Női 200 m pillangó             |
| Arany | Tracy Caulkins | Úszás         | Női 200 m vegyes               |
| Arany | Tracy Caulkins | Úszás         | Női 400 m vegyes               |
| Arany | Theresa Andrews Tracy Caulkins Mary T. Meagher Nancy Hogshead Betsy Mitchell Susan Rapp Jenna Johnson Carrie Steinseifer | Úszás         | Női 4 × 100 m vegyes váltó     |
| Arany | Steven Erickson William Earl Buchan | Vitorlázás    | Csillaghajó                    |
| Arany | Ed Trevelyan Robbie Haines Rod Davis | Vitorlázás    | Soling                         |
| Arany | Jonathan McKee William Carl Buchan | Vitorlázás    | Soling                         |
| Ezüst | Sam Graddy | Atlétika      | Férfi 100 m                    |
| Ezüst | Kirk Baptiste | Atlétika      | Férfi 200 m                    |
| Ezüst | Greg Foster | Atlétika      | Férfi 110 m gát                |
| Ezüst | Danny Harris | Atlétika      | Férfi 400 m gát                |
| Ezüst | Mike Tully | Atlétika      | Férfi rúdugrás                 |
| Ezüst | Mike Conley Sr. | Atlétika      | Férfi hármasugrás              |
| Ezüst | Mike Carter | Atlétika      | Férfi súlylökés                |
| Ezüst | Mac Wilkins | Atlétika      | Férfi diszkoszvetés            |
| Ezüst | Alice Brown | Atlétika      | Női 100 m                      |
| Ezüst | Florence Griffith Joyner | Atlétika      | Női 200 m                      |
| Ezüst | Chandra Cheeseborough | Atlétika      | Női 400 m                      |
| Ezüst | Kim Gallagher | Atlétika      | Női 800 m                      |
| Ezüst | Judi Brown | Atlétika      | Női 400 m gát                  |
| Ezüst | Leslie Deniz | Atlétika      | Női diszkoszvetés              |
| Ezüst | Jackie Joyner-Kersee | Atlétika      | Női hétpróba                   |
| Ezüst | Greg Gibson | Birkózás      | Kötöttfogás, 100 kg            |
| Ezüst | Barry Davis | Birkózás      | Szabadfogás, 57 kg             |
| Ezüst | Andrew Rein | Birkózás      | Szabadfogás, 68 kg             |
| Ezüst | Robert Berland | Cselgáncs     | Férfi középsúly                |
| Ezüst | David Clark Jon Smith Otto Stekl Alan Forney | Evezés        | Férfi kormányos nélküli négyes |
| Ezüst | Tom Kiefer Gregory Springer Michael Bach Edward Ives John Stillings | Evezés        | Férfi kormányos négyes         |
| Ezüst | Chip Lubsen Andrew Sudduth John Terwilliger Chris Penny Tom Darling Fred Borchelt Charles Clapp, III Bruce Ibbetson Bob Jaugstetter | Evezés        | Férfi nyolcas                  |
| Ezüst | Carlie Geer | Evezés        | Női egypárevezős               |
| Ezüst | Anne Marden Lisa Rohde Joan Lind Ginny Gilder Kelly Rickon | Evezés        | Női kormányos négypárevezős    |
| Ezüst | Richard McKinney | Íjászat       | Férfi egyéni                   |
| Ezüst | Nelson Vails | Kerékpározás  | Férfi egyéni sprint            |
| Ezüst | Dave Grylls Steve Hegg Pat McDonough Leonard Harvey Nitz Brent Emery | Kerékpározás  | Férfi csapat üldözőverseny     |
| Ezüst | Rebecca Twigg | Kerékpározás  | Női egyéni mezőnyverseny       |
| Ezüst | Conrad Homfeld | Lovaglás      | Egyéni díjugratás              |
| Ezüst | Karen Stives | Lovaglás      | Egyéni lovastusa               |
| Ezüst | Bruce Kimball | Műugrás       | Férfi egyéni toronyugrás       |
| Ezüst | Kelly McCormick | Műugrás       | Női egyéni műugrás             |
| Ezüst | Michele Mitchell | Műugrás       | Női egyéni toronyugrás         |
| Ezüst | Virgil Hill | Ökölvívás     | Középsúly                      |
| Ezüst | Mike Storm Greg Losey Dean Glenesk | Öttusa        | Csapat                         |
| Ezüst | Nemzeti válogatott Paula Weishoff Sue Woodstra Rita Crockett Laurie Flachmeier Carolyn Becker Flo Hyman Rose Magers Julie Vollertsen Debbie Green Kim Ruddins Jeanne Beauprey Linda Chisholm                                                                | Röplabda      | Női                            |
| Ezüst | Ruby Fox | Sportlövészet | Női sportpisztoly              |
| Ezüst | Mario Martinez | Súlyemelés    | +110 kg                        |
| Ezüst | Peter Vidmar | Torna         | Férfi egyéni összetett         |
| Ezüst | Mitch Gaylord | Torna         | Férfi ugrás                    |
| Ezüst | Mary Lou Retton Julianne McNamara Kathy Johnson Michelle Dusserre Tracee Talavera Pam Bileck | Torna         | Női csapat összetett           |
| Ezüst | Julianne McNamara | Torna         | Női talaj                      |
| Ezüst | Mary Lou Retton | Torna         | Női ugrás                      |
| Ezüst | Michael Heath | Úszás         | Férfi 200 m gyors              |
| Ezüst | John Mykkanen | Úszás         | Férfi 400 m gyors              |
| Ezüst | George DiCarlo | Úszás         | Férfi 1500 m gyors             |
| Ezüst | Dave Wilson | Úszás         | Férfi 100 m hát                |
| Ezüst | Pablo Morales | Úszás         | Férfi 100 m pillangó           |
| Ezüst | Pablo Morales | Úszás         | Férfi 200 m vegyes             |
| Ezüst | Sippy Woodhead | Úszás         | Női 200 m gyors                |
| Ezüst | Michelle Richardson | Úszás         | Női 800 m gyors                |
| Ezüst | Betsy Mitchell | Úszás         | Női 100 m hát                  |
| Ezüst | Amy White | Úszás         | Női 200 m hát                  |
| Ezüst | Susan Rapp | Úszás         | Női 200 m mell                 |
| Ezüst | Jenna Johnson | Úszás         | Női 100 m pillangó             |
| Ezüst | Nancy Hogshead | Úszás         | Női 200 m vegyes               |
| Ezüst | Scott Steele | Vitorlázás    | Férfi szörfvitorlázás          |
| Ezüst | John Bertrand | Vitorlázás    | Finn dingi                     |
| Ezüst | Chris Steinfeld Steve Benjamin | Vitorlázás    | 470-es osztály                 |
| Ezüst | Jay Glaser Randy Smyth | Vitorlázás    | Tornádó                        |
| Ezüst | Nemzeti válogatott Craig Wilson Kevin Robertson Gary Figueroa Peter Campbell Doug Burke Joe Vargas Jon Svendsen John Siman Drew McDonald Terry Schroeder Jody Campbell Timothy Shaw Chris Dorst                                                             | Vízilabda     | Férfi                          |
| Bronz | Thomas Jefferson | Atlétika      | Férfi 200 m                    |
| Bronz | Antonio McKay | Atlétika      | Férfi 400 m                    |
| Bronz | Earl Jones | Atlétika      | Férfi 800 m                    |
| Bronz | Brian Diemer | Atlétika      | Férfi 3000 m akadály           |
| Bronz | Earl Bell | Atlétika      | Férfi rúdugrás                 |
| Bronz | Dave Laut | Atlétika      | Férfi súlylökés                |
| Bronz | John Powell | Atlétika      | Férfi diszkoszvetés            |
| Bronz | Kim Turner | Atlétika      | Női 100 m gát                  |
| Bronz | Joni Huntley | Atlétika      | Női magasugrás                 |
| Bronz | Jim Martinez | Birkózás      | Kötöttfogás, 68 kg             |
| Bronz | Ed Liddie | Cselgáncs     | Férfi légsúly                  |
| Bronz | Kevin Still Robert Espeseth, Jr. Doug Herland | Evezés        | Férfi kormányos kettes         |
| Bronz | Nemzeti válogatott Gwen Cheeseman Beth Anders Kathy McGahey Anita Miller Gina Buggy Chris Larson Mason Beth Beglin Marcy Place-von Schottenstein Julie Staver Diane Moyer Sheryl Johnson Char Morett Karen Shelton Brenda Stauffer Leslie Milne Judy Strong | Gyeplabda     | Női                            |
| Bronz | Greg Barton | Kajak-kenu    | Férfi kajak egyes 1000 m       |
| Bronz | Ron Kiefel Roy Knickman Davis Phinney Andrew Weaver | Kerékpározás  | Férfi csapat időfutam          |
| Bronz | Leonard Harvey Nitz | Kerékpározás  | Férfi egyéni üldözőverseny     |
| Bronz | Ron Merriott | Műugrás       | Férfi egyéni műugrás           |
| Bronz | Christina Seufert | Műugrás       | Női egyéni műugrás             |
| Bronz | Wendy Wyland | Műugrás       | Női egyéni toronyugrás         |
| Bronz | Evander Holyfield | Ökölvívás     | Félnehézsúly                   |
| Bronz | Dan Carlisle | Sportlövészet | Trap                           |
| Bronz | Wanda Jewell | Sportlövészet | Női sportpuska összetett       |
| Bronz | Guy Carlton | Súlyemelés    | 110 kg                         |
| Bronz | Mitch Gaylord | Torna         | Férfi korlát                   |
| Bronz | Mitch Gaylord | Torna         | Férfi gyűrű                    |
| Bronz | Tim Daggett | Torna         | Férfi lólengés                 |
| Bronz | Mary Lou Retton | Torna         | Női talaj                      |
| Bronz | Mary Lou Retton | Torna         | Női felemás korlát             |
| Bronz | Kathy Johnson | Torna         | Női gerenda                    |
| Bronz | Peter Westbrook | Vívás         | Férfi kard, egyéni             |

## Atlétika
Férfi
| Versenyző                                                                     | Versenyszám     | Előfutam         | Előfutam         | Előfutam         | Negyeddöntő | Negyeddöntő | Negyeddöntő | Elődöntő | Elődöntő | Elődöntő | Döntő         | Döntő         |
| Versenyző                                                                     | Versenyszám     | Idő              | Hely.            | Össz.            | Idő         | Hely.       | Össz.       | Idő      | Hely.    | Össz.    | Idő           | Helyezés      |
| ----------------------------------------------------------------------------- | --------------- | ---------------- | ---------------- | ---------------- | ----------- | ----------- | ----------- | -------- | -------- | -------- | ------------- | ------------- |
| Sam Graddy                                                                    | 100 m           | 10,29            | 1.               | 2.               | 10,15       | 1.          | 2.          | 10,27    | 2.       | 3.       | 10,19         |               |
| Ron Brown                                                                     | 100 m           | 10,58            | 1.               | 31.*             | 10,40       | 2.          | 10.         | 10,34    | 4.       | 5.*      | 10,26         | 4.            |
| Carl Lewis                                                                    | 100 m           | 10,32            | 1.               | 3.*              | 10,04       | 1.          | 1.          | 10,14    | 1.       | 1.       | 9,99          |               |
| Carl Lewis                                                                    | 200 m           | 21,02            | 1.               | 14.              | 20,48       | 1.          | 3.*         | 20,27    | 1.       | 1.       | 19,80         |               |
| Kirk Baptiste                                                                 | 200 m           | 20,63            | 1.               | 2.*              | 20,48       | 1.          | 3.*         | 20,29    | 1.       | 2.       | 19,96         |               |
| Thomas Jefferson                                                              | 200 m           | 20,63            | 1.               | 2.*              | 20,47       | 1.          | 2.          | 20,40    | 2.       | 3.       | 20,26         |               |
| Alonzo Babers                                                                 | 400 m           | 45,81            | 1.               | 8.               | 44,75       | 1.          | 2.          | 45,17    | 2.       | 6.       | 44,27         |               |
| Antonio McKay                                                                 | 400 m           | 45,55            | 1.               | 3.               | 44,72       | 1.          | 1.          | 44,92    | 3.       | 3.       | 44,71         |               |
| Sunder Nix                                                                    | 400 m           | 45,42            | 1.               | 1.               | 45,31       | 2.          | 8.          | 45,41    | 4.       | 10.      | 44,75         | 5.            |
| Earl Jones                                                                    | 800 m           | 1:47,75          | 1.               | 29.              | 1:45,44     | 1.          | 5.          | 1:44,51  | 3.       | 3.       | 1:43,83       |               |
| Johnny Gray                                                                   | 800 m           | 1:47,19          | 1.               | 18.              | 1:45,82     | 3.          | 14.         | 1:45,82  | 3.       | 9.       | 1:47,89       | 7.            |
| John Marshall                                                                 | 800 m           | 1:47,99          | 3.               | 33.              | 1:47,18     | 5.          | 25.         | kiesett  | kiesett  | kiesett  | kiesett       | kiesett       |
| Jim Spivey                                                                    | 1500 m          | 3:40,58          | 2.               | 13.              |             |             |             | 3:36,53  | 2.       | 9.       | 3:36,07       | 5.            |
| Steve Scott                                                                   | 1500 m          | 3:41,02          | 2.               | 17.              |             |             |             | 3:35,71  | 2.       | 2.       | 3:39,86       | 10.           |
| Sydney Maree                                                                  | 1500 m          | nem állt rajthoz | nem állt rajthoz | nem állt rajthoz |             |             |             | kiesett  | kiesett  | kiesett  | kiesett       | kiesett       |
| Doug Padilla                                                                  | 5000 m          | 13:52,56         | 6.               | 29.              |             |             |             | 13:41,73 | 6.       | 16.      | 13:23,56      | 7.            |
| Steve Lacy                                                                    | 5000 m          | 13:46,16         | 2.*              | 9.**             |             |             |             | 13:46,65 | 10.      | 23.      | kiesett       | kiesett       |
| Don Clary                                                                     | 5000 m          | 13:44,97         | 3.               | 4.               |             |             |             | 13:46,02 | 12.      | 20.      | kiesett       | kiesett       |
| Pat Porter                                                                    | 10 000 m        | 28:19,94         | 7.               | 7.               |             |             |             |          |          |          | 28:34,59      | 15.           |
| Craig Virgin                                                                  | 10 000 m        | 28:37,58         | 9.               | 22.              |             |             |             |          |          |          | kiesett       | kiesett       |
| Paul Cummings                                                                 | 10 000 m        | 29:09,82         | 9.               | 29.              |             |             |             |          |          |          | kiesett       | kiesett       |
| Pete Pfitzinger                                                               | Maraton         |                  |                  |                  |             |             |             |          |          |          | 2:13:53       | 11.           |
| Alberto Salazar                                                               | Maraton         |                  |                  |                  |             |             |             |          |          |          | 2:14:19       | 15.           |
| John Tuttle                                                                   | Maraton         |                  |                  |                  |             |             |             |          |          |          | nem ért célba | nem ért célba |
| Roger Kingdom                                                                 | 110 m gát       | 13,53            | 1.               | 4.*              |             |             |             | 13,24    | 1.       | 1.*      | 13,20         |               |
| Greg Foster                                                                   | 110 m gát       | 13,24            | 1.               | 1.               |             |             |             | 13,24    | 1.       | 1.*      | 13,23         |               |
| Tonie Campbell                                                                | 110 m gát       | 13,53            | 1.               | 4.*              |             |             |             | 13,56    | 2.       | 5.       | 13,55         | 5.            |
| Edwin Moses                                                                   | 400 m gát       | 49,33            | 1.               | 1.               |             |             |             | 48,51    | 1.       | 1.       | 47,75         |               |
| Danny Harris                                                                  | 400 m gát       | 49,81            | 1.               | 7.*              |             |             |             | 48,92    | 1.       | 2.       | 48,13         |               |
| Tranel Hawkins                                                                | 400 m gát       | 49,51            | 1.               | 3.               |             |             |             | 48,94    | 2.       | 3.       | 49,42         | 6.            |
| Brian Diemer                                                                  | 3000 m akadály  | 8:25,92          | 1.               | 3.               |             |             |             | 8:18,36  | 3.       | 3.       | 8:14,06       |               |
| Henry Marsh                                                                   | 3000 m akadály  | 8:29,23          | 4.               | 8.               |             |             |             | 8:20,57  | 4.       | 10.      | 8:14,25       | 4.            |
| John Gregorek                                                                 | 3000 m akadály  | 8:38,43          | 8.               | 24.              |             |             |             | 8:38,19  | 11.      | 22.      | kiesett       | kiesett       |
| Jim Heiring                                                                   | 20 km gyaloglás |                  |                  |                  |             |             |             |          |          |          | 1:30:20       | 23.           |
| Dan O'Connor                                                                  | 20 km gyaloglás |                  |                  |                  |             |             |             |          |          |          | 1:35:12       | 33.           |
| Marco Evoniuk                                                                 | 20 km gyaloglás |                  |                  |                  |             |             |             |          |          |          | 1:25:42       | 7.            |
| Marco Evoniuk                                                                 | 50 km gyaloglás |                  |                  |                  |             |             |             |          |          |          | nem ért célba | nem ért célba |
| Carl Schueler                                                                 | 50 km gyaloglás |                  |                  |                  |             |             |             |          |          |          | 3:59:46       | 6.            |
| Vince O'Sullivan                                                              | 50 km gyaloglás |                  |                  |                  |             |             |             |          |          |          | 4:22:51       | 14.           |
| Sam Graddy Ron Brown Calvin Smith Carl Lewis                                  | 4 × 100 m váltó | 38,89            | 1.               | 1.               |             |             |             | 38,44    | 1.       | 1.       | 37,83         |               |
| Sunder Nix Ray Armstead Alonzo Babers Antonio McKay Walter McCoy Willie Smith | 4 × 400 m váltó | 3:01,44          | 1.               | 1.               |             |             |             | 3:00,19  | 1.       | 1.       | 2:57,91       |               |

| Versenyző       | Versenyszám   | Selejtező                   | Selejtező | Döntő                    | Döntő                    |
| Versenyző       | Versenyszám   | Eredmény                    | Helyezés  | Eredmény                 | Helyezés                 |
| --------------- | ------------- | --------------------------- | --------- | ------------------------ | ------------------------ |
| Dwight Stones   | Magasugrás    | 224 cm                      | 8.        | 231 cm                   | 4.                       |
| Doug Nordquist  | Magasugrás    | 224 cm                      | 1.        | 229 cm                   | 5.                       |
| Milton Goode    | Magasugrás    | 224 cm                      | 1.        | érvényes kísérlet nélkül | érvényes kísérlet nélkül |
| Mike Tully      | Rúdugrás      | 545 cm                      | 1.        | 565 cm                   |                          |
| Earl Bell       | Rúdugrás      | 545 cm                      | 1.        | 560 cm                   |                          |
| Doug Lytle      | Rúdugrás      | 530 cm                      | 10.       | 540 cm                   | 6.                       |
| Carl Lewis      | Távolugrás    | 830 cm                      | 1.        | 854 cm                   |                          |
| Larry Myricks   | Távolugrás    | 802 cm (holtverseny) 780 cm | 2.        | 816 cm                   | 4.                       |
| Mike McRae      | Távolugrás    | 789 cm                      | 8.        | 763 cm                   | 11.                      |
| Al Joyner       | Hármasugrás   | 16,85 m                     | 4.        | 17,26 m                  |                          |
| Mike Conley Sr. | Hármasugrás   | 17,36 m                     | 1.        | 17,18 m                  |                          |
| Willie Banks    | Hármasugrás   | 16,59 m                     | 9.        | 16,75 m                  | 6.                       |
| Mike Carter     | Súlylökés     | 20,69 m                     | 1.        | 21,09 m                  |                          |
| Dave Laut       | Súlylökés     | 20,01 m                     | 5.        | 20,97 m                  |                          |
| Augie Wolf      | Súlylökés     | 20,55 m                     | 2.        | 20,93 m                  | 4.                       |
| Mac Wilkins     | Diszkoszvetés | 65,86 m                     | 1.        | 66,30 m                  |                          |
| John Powell     | Diszkoszvetés | 62,92 m                     | 4.        | 65,46 m                  |                          |
| Art Burns       | Diszkoszvetés | 62,60 m                     | 6.        | 64,98 m                  | 5.                       |
| Bill Green      | Kalapácsvetés | 71,38 m                     | 10.       | 75,60 m                  | 5.                       |
| Jud Logan       | Kalapácsvetés | 71,18 m                     | 13.       | kiesett                  | kiesett                  |
| Edward Burke    | Kalapácsvetés | 67,52 m                     | 18.       | kiesett                  | kiesett                  |
| Tom Petranoff   | Gerelyhajítás | 85,96 m                     | 1.        | 78,40 m                  | 10.                      |
| Duncan Atwood   | Gerelyhajítás | 79,34 m                     | 12.       | 78,10 m                  | 11.                      |
| Steve Roller    | Gerelyhajítás | 75,50 m                     | 18.       | kiesett                  | kiesett                  |

| Versenyző   | Versenyszám | 100 m | 100 m | Távolugrás | Távolugrás | Súlylökés | Súlylökés | Magasugrás | Magasugrás | 400 m | 400 m | 110 m gát | 110 m gát | Diszkoszvetés | Diszkoszvetés | Rúdugrás | Rúdugrás | Gerelyhajítás | Gerelyhajítás | 1500 m  | 1500 m | Végeredmény | Végeredmény |
| Versenyző   | Versenyszám | Idő   | Pont  | Eredmény   | Pont       | Eredmény  | Pont      | Eredmény   | Pont       | Idő   | Pont  | Idő       | Pont      | Eredmény      | Pont          | Eredmény | Pont     | Eredmény      | Pont          | Idő     | Pont   | Pont        | Helyezés    |
| ----------- | ----------- | ----- | ----- | ---------- | ---------- | --------- | --------- | ---------- | ---------- | ----- | ----- | --------- | --------- | ------------- | ------------- | -------- | -------- | ------------- | ------------- | ------- | ------ | ----------- | ----------- |
| John Crist  | Tízpróba    | 11,33 | 726   | 698 cm     | 816        | 14,05 m   | 731       | 206 cm     | 909        | 48,45 | 877   | 15,01     | 847       | 46,18 m       | 803           | 480 cm   | 1005     | 61,88 m       | 784           | 4:23,78 | 632    | 8130        | 6.          |
| Jim Wooding | Tízpróba    | 11,04 | 795   | 701 cm     | 822        | 13,90 m   | 722       | 197 cm     | 831        | 47,62 | 917   | 14,57     | 896       | 47,38 m       | 825           | 460 cm   | 957      | 57,20 m       | 726           | 4:28,31 | 600    | 8091        | 7.          |
| Tim Bright  | Tízpróba    | 11,22 | 752   | 675 cm     | 767        | 13,80 m   | 716       | 200 cm     | 857        | 48,87 | 857   | 14,52     | 901       | 41,74 m       | 719           | 540 cm   | 1143     | 53,66 m       | 681           | 4:49,27 | 469    | 7862        | 12.         |

Női
| Versenyző                                                                                                  | Versenyszám     | Előfutam | Előfutam | Előfutam | Negyeddöntő | Negyeddöntő | Negyeddöntő | Elődöntő | Elődöntő | Elődöntő | Döntő         | Döntő         |
| Versenyző                                                                                                  | Versenyszám     | Idő      | Hely.    | Össz.    | Idő         | Hely.       | Össz.       | Idő      | Hely.    | Össz.    | Idő           | Helyezés      |
| --- | --------------- | -------- | -------- | -------- | ----------- | ----------- | ----------- | -------- | -------- | -------- | ------------- | ------------- |
| Evelyn Ashford                                                                                             | 100 m           | 11,06    | 1.       | 1.       | 11,21       | 1.          | 1.*         | 11,03    | 1.       | 2.       | 10,97         |               |
| Alice Brown                                                                                                | 100 m           | 11,15    | 1.       | 2.       | 11,35       | 1.          | 3.          | 11,31    | 1.       | 5.       | 11,13         |               |
| Jeanette Bolden                                                                                            | 100 m           | 11,25    | 1.       | 5.       | 11,42       | 2.          | 6.*         | 11,48    | 2.       | 8.       | 11,25         | 4.            |
| Valerie Brisco-Hooks                                                                                       | 200 m           | 23,30    | 1.       | 7.*      | 22,78       | 2.          | 5.          | 22,28    | 1.       | 2.       | 21,81         |               |
| Florence Griffith Joyner                                                                                   | 200 m           | 22,56    | 1.       | 1.       | 22,33       | 1.          | 1.          | 22,27    | 1.       | 1.       | 22,04         |               |
| Randy Givens                                                                                               | 200 m           | 22,88    | 1.       | 3.       | 22,81       | 2.          | 6.          | 22,69    | 3.       | 7.       | 22,36         | 6.            |
| Chandra Cheeseborough                                                                                      | 400 m           | 50,94    | 1.       | 1.       |             |             |             | 50,32    | 1.       | 1.       | 49,05         |               |
| Lillie Leatherwood                                                                                         | 400 m           | 52,05    | 1.       | 4.       |             |             |             | 50,83    | 2.       | 2.       | 50,25         | 5.            |
| Valerie Brisco-Hooks                                                                                       | 400 m           | 51,42    | 1.       | 2.       |             |             |             | 51,14    | 1.       | 5.       | 48,83         |               |
| Kim Gallagher                                                                                              | 800 m           | 2:00,37  | 1.       | 1.       |             |             |             | 2:00,48  | 1.       | 4.       | 1:58,63       |               |
| Robin Campbell                                                                                             | 800 m           | 2:01,72  | 2.       | 4.       |             |             |             | 2:01,21  | 5.       | 6.       | kiesett       | kiesett       |
| Ruth Wysocki                                                                                               | 800 m           | 2:04,05  | 2.       | 11.      |             |             |             | 2:02,31  | 3.       | 9.       | 2:00,34       | 6.            |
| Ruth Wysocki                                                                                               | 1500 m          | 4:06,65  | 3.       | 3.       |             |             |             |          |          |          | 4:08,92       | 8.            |
| Missy Kane                                                                                                 | 1500 m          | 4:11,86  | 7.       | 13.      |             |             |             |          |          |          | kiesett       | kiesett       |
| Diana Richburg                                                                                             | 1500 m          | 4:13,35  | 8.       | 14.      |             |             |             |          |          |          | kiesett       | kiesett       |
| Cindy Bremser                                                                                              | 3000 m          | 8:43,97  | 2.       | 2.       |             |             |             |          |          |          | 8:42,78       | 4.            |
| Joan Hansen                                                                                                | 3000 m          | 8:58,64  | 2.       | 14.      |             |             |             |          |          |          | 8:51,53       | 8.            |
| Mary Decker-Slaney                                                                                         | 3000 m          | 8:44,38  | 1.       | 3.       |             |             |             |          |          |          | nem ért célba | nem ért célba |
| Joan Benoit                                                                                                | Maraton         |          |          |          |             |             |             |          |          |          | 2:24:52       |               |
| Julie Brown                                                                                                | Maraton         |          |          |          |             |             |             |          |          |          | 2:47:33       | 36.           |
| Julie Isphording                                                                                           | Maraton         |          |          |          |             |             |             |          |          |          | nem ért célba | nem ért célba |
| Benita Fitzgerald-Brown                                                                                    | 100 m gát       | 13,13    | 1.       | 2.       |             |             |             | 12,98    | 1.       | 1.       | 12,84         |               |
| Kim Turner                                                                                                 | 100 m gát       | 13,33    | 2.       | 8.       |             |             |             | 13,11    | 1.       | 3.       | 13,06         | *             |
| Pam Page                                                                                                   | 100 m gát       | 13,32    | 1.       | 5.**     |             |             |             | 13,36    | 4.       | 9.       | 13,40         | 8.            |
| Judi Brown                                                                                                 | 400 m gát       | 55,97    | 1.       | 2.       |             |             |             | 55,97    | 2.       | 5.       | 55,20         |               |
| Sharrieffa Barksdale                                                                                       | 400 m gát       | 56,89    | 2.       | 6.       |             |             |             | 56,19    | 5.       | 7.       | kiesett       | kiesett       |
| Angie Wright-Scott                                                                                         | 400 m gát       | 59,77    | 6.       | 21.      |             |             |             |          |          |          |               |               |
| Alice Brown Jeanette Bolden Chandra Cheeseborough Evelyn Ashford                                           | 4 × 100 m váltó | 42,59    | 1.       | 1.       |             |             |             |          |          |          | 41,65         |               |
| Lillie Leatherwood Sherri Howard Valerie Brisco-Hooks Chandra Cheeseborough Diane Dixon Denean Howard-Hill | 4 × 400 m váltó | 3:22,82  | 1.       | 1.       |             |             |             |          |          |          | 3:18,29       |               |

| Versenyző            | Versenyszám   | Selejtező | Selejtező | Döntő                         | Döntő    |
| Versenyző            | Versenyszám   | Eredmény  | Helyezés  | Eredmény                      | Helyezés |
| -------------------- | ------------- | --------- | --------- | ----------------------------- | -------- |
| Joni Huntley         | Magasugrás    | 190 cm    | 7.        | 197 cm                        |          |
| Louise Ritter        | Magasugrás    | 190 cm    | 11.       | 191 cm                        | 8.       |
| Pam Spencer          | Magasugrás    | 190 cm    | 6.        | 185 cm                        | 11.      |
| Angie Thacker        | Távolugrás    | 636 cm    | 10.       | 678 cm                        | 4.       |
| Jackie Joyner-Kersee | Távolugrás    | 676 cm    | 1.        | 677 cm                        | 5.       |
| Carol Lewis          | Távolugrás    | 655 cm    | 6.        | 643 cm                        | 9.       |
| Carol Cady           | Súlylökés     |           |           | 17,23 m (holtverseny) 17,22 m | 7.       |
| Ramona Pagel         | Súlylökés     |           |           | 16,06 m                       | 11.      |
| Lorna Griffin        | Súlylökés     |           |           | 17,00 m                       | 9.       |
| Lorna Griffin        | Diszkoszvetés | 53,34 m   | 12.       | 50,16 m                       | 12.      |
| Leslie Deniz         | Diszkoszvetés | 56,24 m   | 4.        | 64,86 m                       |          |
| Laura DeSnoo         | Diszkoszvetés | 53,76 m   | 11.       | 54,84 m                       | 10.      |
| Karin Smith          | Gerelyhajítás | 61,38 m   | 7.        | 62,06 m                       | 8.       |
| Cathy Sulinski       | Gerelyhajítás | 59,00 m   | 12.       | 58,38 m                       | 10.      |
| Lynda Hughes Sutfin  | Gerelyhajítás | 55,92 m   | 18.       | kiesett                       | kiesett  |

| Versenyző            | Versenyszám | 100 m gát | 100 m gát | Magasugrás | Magasugrás | Súlylökés | Súlylökés | 200 m      | 200 m      | Távolugrás | Távolugrás | Gerelyhajítás | Gerelyhajítás | 800 m      | 800 m      | Végeredmény   | Végeredmény   |
| Versenyző            | Versenyszám | Idő       | Pont      | Eredmény   | Pont       | Eredmény  | Pont      | Idő        | Pont       | Eredmény   | Pont       | Eredmény      | Pont          | Idő        | Pont       | Pont          | Helyezés      |
| -------------------- | ----------- | --------- | --------- | ---------- | ---------- | --------- | --------- | ---------- | ---------- | ---------- | ---------- | ------------- | ------------- | ---------- | ---------- | ------------- | ------------- |
| Jackie Joyner-Kersee | Hétpróba    | 13,63     | 914       | 180 cm     | 1031       | 14,39 m   | 861       | 24,05      | 933        | 611 cm     | 930        | 44,52 m       | 835           | 2:13,03    | 881        | 6385          |               |
| Cindy Greiner        | Hétpróba    | 13,71     | 903       | 183 cm     | 1059       | 13,36 m   | 801       | 24,40      | 900        | 615 cm     | 939        | 40,86 m       | 779           | 2:11,75    | 900        | 6281          | 4.            |
| Jodi Anderson        | Hétpróba    | 14,40     | 817       | 165 cm     | 885        | 11,02 m   | 657       | nem indult | nem indult | nem indult | nem indult | nem indult    | nem indult    | nem indult | nem indult | nem ért célba | nem ért célba |

* - egy másik versenyzővel azonos eredményt ért el

** - két másik versenyzővel azonos eredményt ért el

## Birkózás
Kötöttfogású
| Versenyző       | Versenyszám | Vigaszágas kiesés | Vigaszágas kiesés | 5. helyért                                | Bronz- mérkőzés                   | Döntő                       | Helyezés    |
| Versenyző       | Versenyszám | Ellenfél Eredmény | Hely.             | Ellenfél Eredmény                         | Ellenfél Eredmény                 | Ellenfél Eredmény           | Helyezés    |
| --------------- | ----------- | --- | ----------------- | ----------------------------------------- | --------------------------------- | --------------------------- | ----------- |
| Mark Fuller     | 48 kg       | A csoport · Li Haj-seng (Li Haisheng) (CHN) · 7–8 · Salih Bora (TUR) · 2–6 | 5.                | kiesett                                   | kiesett                           | kiesett                     | helyezetlen |
| Frank Famiano   | 57 kg       | B csoport · Servio Severino (DOM) · 13–0 · Ernesto Bahena (MEX) · 17–5 · Mehmet Serhat Karadag (TUR) · 18–5 · Niculae Zamfir (ROU) · passzivitás · Döntő · Pasquale Pasarelli (FRG) · 2–14 · Niculae Zamfir (ROU) · passzivitás                       | 3.                | Benni Ljungbeck (SWE) · feladta (sérülés) |                                   |                             | 5.          |
| Abdurrahim Kuzu | 62 kg       | A csoport · Morten Brekke (NOR) · 3–0 · Alaettin Özgür (TUR) · 12–4 · Kent-Olle Johansson (SWE) · 3–3 · Bernd Gabriel (FRG) · passzivitás · Doug Yeats (CAN) · 0–0 (bírói) · Döntő · Doug Yeats (CAN) · 0–0 (bírói) · Kent-Olle Johansson (SWE) · 3–3 | 2.                |                                           | Hugo Dietsche (SUI) · 4–8         |                             | 4.          |
| Jim Martinez    | 68 kg       | B csoport · Antonios Papadopoulos (GRE) · kétvállas · Gerry Svensson (SWE) · kétvállas · a 3. fordulóban erőnyerő · Mohamed Moutei Nakdali (SYR) · 9–7 · Döntő · Tapio Sipilä (FIN) · 2–5                                                             | 2.                |                                           | Ştefan Negrişan (ROU) · kétvállas |                             |             |
| Chris Catalfo   | 74 kg       | A csoport · Kim Jongnam (Kim Yeong-Nam) (KOR) · 6–12 · Issam Awarke (LIB) · kizárták · Karl-Heinz Helbing (FRG) · 13–3 · Roger Tallroth (SWE) · 4–13                                                                                                  | 4.                | kiesett                                   | kiesett                           | kiesett                     | 7.          |
| Dan Chandler    | 82 kg       | A csoport · Sören Claeson (SWE) · 0–4 · Ion Draica (ROU) · passzivitás | 7.                | kiesett                                   | kiesett                           | kiesett                     | helyezetlen |
| Steve Fraser    | 90 kg       | A csoport · az 1. fordulóban erőnyerő · Karolj Kopas (YUG) · 4–1 · Toni Hannula (FIN) · passzivitás · Frank Andersson (SWE) · 4–1 · Döntő · Frank Andersson (SWE) · 4–1 · Georgios Pozidis (GRE) · 2–1                                                | 1.                |                                           |                                   | Ilie Matei (ROU) · 1–1      |             |
| Greg Gibson     | 100 kg      | B csoport · Fudzsita Josihiro (JPN) · 14–1 · Fritz Gerdsmeier (FRG) · 6–1 · Döntő · Jožef Tertei (YUG) · 3–2 | 1.                |                                           |                                   | Vasile Andrei (ROU) · 0–12  |             |
| Jeff Blatnick   | +100 kg     | A csoport · Refik Memišević (YUG) · passzivitás · Panagiotis Poikilidis (GRE) · 3–4 · Döntő · Refik Memišević (YUG) · passzivitás · Panagiotis Poikilidis (GRE) · 3–4                                                                                 | 1.                |                                           |                                   | Tomas Johansson (SWE) · 2–0 |             |

Szabadfogású
| Versenyző         | Versenyszám | Vigaszágas kiesés | Vigaszágas kiesés | 5. helyért        | Bronz- mérkőzés   | Döntő                             | Helyezés    |
| Versenyző         | Versenyszám | Ellenfél Eredmény | Hely.             | Ellenfél Eredmény | Ellenfél Eredmény | Ellenfél Eredmény                 | Helyezés    |
| ----------------- | ----------- | --- | ----------------- | ----------------- | ----------------- | --------------------------------- | ----------- |
| Bobby Weaver      | 48 kg       | B csoport · Reiner Heugabel (FRG) · kétvállas · Kao Ven-ho (Gao Wenhe) (CHN) · 13–0 | 1.                |                   |                   | Irie Takasi (JPN) · kétvállas     |             |
| Joe Gonzales      | 52 kg       | B csoport · Šaban Trstena (YUG) · 3–6 · Gary Moores (GBR) · kétvállas · Mahabir Singh (IND) · kétvállas | 4.                | kiesett           | kiesett           | kiesett                           | helyezetlen |
| Barry Davis       | 57 kg       | B csoport · Kuan Pu-ni-ma (Guan Bunima) (CHN) · 24–10 · Graeme Hawkins (NZL) · 12–0 · Kim Igon (Kim Ui-Gon) (KOR) · 9–1 · Zoran Šorov (YUG) · 6–4 · Döntő · Zoran Šorov (YUG) · 6–4 · Kim Igon (Kim Ui-Gon) (KOR) · 9–1                    | 1.                |                   |                   | Tomijama Hideaki (JPN) · 3–8      |             |
| Randy Lewis       | 62 kg       | B csoport · Mark Dunbar (GBR) · 12–0 · Cris Brown (AUS) · 13–1 · Gian Singh (IND) · 12–0 · Antonio La Bruna (ITA) · 15–3 · Döntő · Cris Brown (AUS) · 13–1 · Antonio La Bruna (ITA) · 15–3                                                 | 1.                |                   |                   | Akaisi Kószei (JPN) · 24–11       |             |
| Andrew Rein       | 68 kg       | A csoport · Georgios Athanasiadis (GRE) · 9–1 · a 2. fordulóban erőnyerő · René Neyer (SUI) · 13–4 · Zsigmond Kelevitz (AUS) · 4–0 · Jukka Rauhala (FIN) · 14–4 · Döntő · Jukka Rauhala (FIN) · 14–4 · Zsigmond Kelevitz (AUS) · 4–0       | 1.                |                   |                   | Ju Inthak (Yu In-Tak) (KOR) · 5–5 |             |
| Dave Schultz      | 74 kg       | A csoport · Pekka Rauhala (FIN) · 9–1 · Zane Coleman (NZL) · 12–0 · Romelio Salas (COL) · 12–0 · Šaban Sejdi (YUG) · kétvállas · az 5. fordulóban erőnyerő · Döntő · Han Mjongu (Han Myeong-U) (KOR) · 5–0 · Šaban Sejdi (YUG) · kétvállas | 1.                |                   |                   | Martin Knosp (FRG) · 4–1          |             |
| Mark Schultz      | 82 kg       | B csoport · Ken Reinsfield (NZL) · 16–7 · Chris Rinke (CAN) · 5–3 · Luciano Ortelli (ITA) · kétvállas · Döntő · Chris Rinke (CAN) · 5–3 | 1.                |                   |                   | Nagasima Hidejuki (JPN) · 13–0    |             |
| Ed Banach         | 90 kg       | A csoport · Edwin Lins (AUT) · 15–2 · Ismail Temiz (TUR) · 11–0 · Clark Davis (CAN) · 11–2 · Abdul Majeed (PAK) · kétvállas · Döntő · Ismail Temiz (TUR) · 11–0 · Clark Davis (CAN) · 11–2                                                 | 1.                |                   |                   | Óta Akira (JPN) · 15–3            |             |
| Lou Banach        | 100 kg      | B csoport · Hayri Sezgin (TUR) · kétvállas · Ambroise Sarr (SEN) · kétvállas · Wayne Brightwell (CAN) · 11–1 · Döntő · Honda Tamon (JPN) · kétvállas · Hayri Sezgin (TUR) · kétvállas                                                      | 1.                |                   |                   | Joseph Atiyeh (SYR) · kétvállas   |             |
| Bruce Baumgartner | +100 kg     | A csoport · Vasile Andrei (ROU) · kétvállas · Döntő · Vasile Andrei (ROU) · kétvállas · Ayhan Taşkın (TUR) · kétvállas | 1.                |                   |                   | Bob Molle (CAN) · 10–2            |             |

## Cselgáncs
| Versenyző      | Versenyszám  | Csoport | Selejtező         | 32-es főtábla                  | Nyolcaddöntő                | Negyeddöntő                          | Elődöntő                             | Vigaszág nyolcaddöntő | Vigaszág negyeddöntő    | Vigaszág elődöntő | Bronz- mérkőzés                         | Döntő                        | Helyezés |
| Versenyző      | Versenyszám  | Csoport | Ellenfél Eredmény | Ellenfél Eredmény              | Ellenfél Eredmény           | Ellenfél Eredmény                    | Ellenfél Eredmény                    | Ellenfél Eredmény     | Ellenfél Eredmény       | Ellenfél Eredmény | Ellenfél Eredmény                       | Ellenfél Eredmény            | Helyezés |
| -------------- | ------------ | ------- | ----------------- | ------------------------------ | --------------------------- | ------------------------------------ | ------------------------------------ | --------------------- | ----------------------- | ----------------- | --------------------------------------- | ---------------------------- | -------- |
| Ed Liddie      | Légsúly      | A       |                   | erőnyerő                       | Jorge di Noco (ARG) · GY    | Peter Jupke (FRG) · GY               | Kim Dzsejop (Kim Jae-Yeop) (KOR) · V |                       |                         |                   | Guy Delvingt (FRA) · GY                 |                              |          |
| Craig Agena    | Harmatsúly   | B       | erőnyerő          | Alfredo Chinchilla (NOR) · V   | kiesett                     | kiesett                              | kiesett                              |                       |                         |                   |                                         |                              | 20.      |
| Mike Swain     | Könnyűsúly   | A       |                   | Frank Evensen (NOR) · GY       | Yousuf Al-Hammad (KUW) · GY | Luiz Onmura (BRA) · V                | kiesett                              |                       |                         |                   |                                         |                              | 11.      |
| Brett Barron   | Váltósúly    | A       | erőnyerő          | Sayed Al-Tubaikh (KUW) · V     |                             |                                      |                                      |                       | Rob Henneveld (NED) · V | kiesett           | kiesett                                 |                              | 9.       |
| Robert Berland | Középsúly    | B       |                   | Mohamed Lamine Sane (GUI) · GY | Magnus Büchel (LIE) · GY    | Densign White (GBR) · GY             | Wálter Carmona (BRA) · GY            |                       |                         |                   |                                         | Peter Seisenbacher (AUT) · V |          |
| Leo White      | Félnehézsúly | A       |                   | Robert Van de Walle (BEL) · GY | Tareq Al-Ghareeb (KUW) · GY | Bjarni Friðriksson (ISL) · V         | kiesett                              |                       |                         |                   |                                         |                              | 11.      |
| Doug Nelson    | Nehézsúly    | A       |                   |                                | Ricardo Andersen (ARG) · GY | Alexander von der Groeben (FRG) · GY | Angelo Parisi (FRA) · V              |                       |                         |                   | Cso Jongcshol (Jo Yong-Cheol) (KOR) · V |                              | 5.       |
| Dewey Mitchell | Nyílt        | A       |                   |                                | Fred Blaney (CAN) · GY      | kiesett                              | kiesett                              |                       |                         |                   |                                         |                              | 11.      |

## Evezés
Férfi
| Versenyző | Versenyszám              | Előfutam | Előfutam | Vigaszág | Vigaszág | Elődöntő | Elődöntő | Döntő | Döntő   | Döntő | Helyezés |
| Versenyző | Versenyszám              | Idő      | Hely.    | Idő      | Hely.    | Idő      | Hely.    | Típus | Idő     | Hely. | Helyezés |
| --- | ------------------------ | -------- | -------- | -------- | -------- | -------- | -------- | ----- | ------- | ----- | -------- |
| John Biglow | Egypárevezős             | 7:31,30  | 3.       | 7:21,47  | 1.       | 7:24,98  | 3.       | A     | 7:12,00 | 4.    | 4.       |
| Bradley Lewis Paul Enquist | Kétpárevezős             | 6:38,21  | 2.       | 6:38,32  | 1.       |          |          | A     | 6:36,87 | 1.    |          |
| Dave De Ruff John Strotbeck, III | Kormányos nélküli kettes | 7:00,34  | 3.       | erőnyerő | erőnyerő | 6:59,10  | 3.       | A     | 6:58,46 | 6.    | 6.       |
| Kevin Still Robert Espeseth, Jr. Doug Herland                                                                                       | Kormányos kettes         | 7:17,80  | 2.       | 7:22,88  | 1.       |          |          | A     | 7:12,81 | 3.    |          |
| Curtis Fleming Greg Montesi Ridgely Johnson Bruce Beall                                                                             | Négypárevezős            | 6:13,51  | 4.       | 6:14,32  | 4.       |          |          | B     | 6:11,50 | 1.    | 7.       |
| David Clark Jon Smith Otto Stekl Alan Forney                                                                                        | Kormányos nélküli négyes | 6:11,58  | 1.       | erőnyerő | erőnyerő |          |          | A     | 6:06,10 | 2.    |          |
| Tom Kiefer Gregory Springer Michael Bach Edward Ives John Stillings                                                                 | Kormányos nélküli négyes | 6:11,58  | 1.       | erőnyerő | erőnyerő |          |          | A     | 6:06,10 | 2.    |          |
| Tom Kiefer Gregory Springer Michael Bach Edward Ives John Stillings                                                                 | Kormányos négyes         | 6:21,94  | 2.       | 6:27,55  | 2.       |          |          | A     | 6:20,28 | 2.    |          |
| Chip Lubsen Andrew Sudduth John Terwilliger Chris Penny Tom Darling Fred Borchelt Charles Clapp, III Bruce Ibbetson Bob Jaugstetter | Nyolcas                  | 5:51,95  | 1.       | erőnyerő | erőnyerő |          |          | A     | 5:41,74 | 2.    |          |

Női
| Versenyző | Versenyszám              | Előfutam | Előfutam | Vigaszág | Vigaszág | Elődöntő | Elődöntő | Döntő | Döntő   | Döntő | Helyezés |
| Versenyző | Versenyszám              | Idő      | Hely.    | Idő      | Hely.    | Idő      | Hely.    | Típus | Idő     | Hely. | Helyezés |
| --- | ------------------------ | -------- | -------- | -------- | -------- | -------- | -------- | ----- | ------- | ----- | -------- |
| Carlie Geer | Egypárevezős             | 3:45,05  | 1.       | erőnyerő | erőnyerő | 3:57,93  | 2.       | A     | 3:43,89 | 2.    |          |
| Cathy Thaxton-Tippett Judy Geer | Kétpárevezős             | 3:30,91  | 3.       | 3:29,40  | 4.       |          |          | A     | 3:32,33 | 6.    | 6.       |
| Barbara Kirch Chari Towne | Kormányos nélküli kettes |          |          |          |          |          |          | A     | 3:44,35 | 5.    | 5.       |
| Abby Peck Patricia Spratlen Jan Harville Liz Miles Valerie McClain-Ward                                                            | Kormányos négyes         | 3:28,02  | 3.       | 3:23,70  | 1.       |          |          | A     | 3:23,58 | 4.    | 4.       |
| Anne Marden Lisa Rohde Joan Lind Ginny Gilder Kelly Rickon                                                                         | Kormányos négypárevezős  | 3:14,68  | 1.       | erőnyerő | erőnyerő |          |          | A     | 3:15,57 | 2.    |          |
| Jeanne Flanagan Holly Metcalf Carol Bower Carie Graves Shyril O'Steen Kristine Norelius Kristen Thorsness Kathy Keeler Betsy Beard | Nyolcas                  |          |          |          |          |          |          | A     | 2:59,80 | 1.    |          |

## Gyeplabda

### Férfi
| Amerikai férfi gyeplabdacsapat-játékoskeret                                                                   | Amerikai férfi gyeplabdacsapat-játékoskeret                                                                               |
| --- | --- |
| - Mohammed Barakat - Ken Barrett - Rawle Cox - Trevor Fernandes - Scotty Gregg - Manzar Iqbal - Michael Kraus | - Randy Lipscher - David McMichael - Gary Newton - Mike Newton - Brian Spencer - Bob Stiles - Drew Stone - Nigel Traverso |

#### Eredmények
Csoportkör
A csoport
| Csapat                 | M | Gy | D | V | G+ | G– | Gk  | P  |
| ---------------------- | - | -- | - | - | -- | -- | --- | -- |
| Ausztrália (AUS)       | 5 | 5  | 0 | 0 | 17 | 4  | +13 | 10 |
| NSZK (FRG)             | 5 | 3  | 1 | 1 | 12 | 4  | +8  | 7  |
| India (IND)            | 5 | 3  | 1 | 1 | 14 | 9  | +5  | 7  |
| Spanyolország (ESP)    | 5 | 2  | 0 | 3 | 11 | 12 | –1  | 4  |
| Malajzia (MAS)         | 5 | 1  | 0 | 4 | 6  | 17 | –11 | 2  |
| Egyesült Államok (USA) | 5 | 0  | 0 | 5 | 4  | 18 | –14 | 0  |

| 1984. július 29. 17:15 | India (IND) | 5–1 | Egyesült Államok (USA) |  |
| 1984. július 29. 17:15 | (2–1)       |     |                        |  |

| 1984. július 31. 10:15 | NSZK (FRG) | 4–0 | Egyesült Államok (USA) |  |
| 1984. július 31. 10:15 | (3–0)      |     |                        |  |

| 1984. augusztus 2. 10:15 | Malajzia (MAS) | 4–1 | Egyesült Államok (USA) |  |
| 1984. augusztus 2. 10:15 | (2–1)          |     |                        |  |

| 1984. augusztus 4. 14:30 | Spanyolország (ESP) | 3–1 | Egyesült Államok (USA) |  |
| 1984. augusztus 4. 14:30 | (1–1)               |     |                        |  |

| 1984. augusztus 6. 8:30 | Ausztrália (AUS) | 2–1 | Egyesült Államok (USA) |  |
| 1984. augusztus 6. 8:30 | (1–0)            |     |                        |  |

A 9–12. helyért
| 1984. augusztus 8. 21:00 | Egyesült Államok (USA) | 1–1 (h. u.) | Kenya (KEN) |  |
| 1984. augusztus 8. 21:00 | (0–0, 1–1)             |             |             |  |
| 1984. augusztus 8. 21:00 | Büntetőpárbaj:         |             |             |  |
| 1984. augusztus 8. 21:00 | 5–6                    |             |             |  |

A 11. helyért
| 1984. augusztus 10. 8:00 | Malajzia (MAS) | 3–3 (h. u.) | Egyesült Államok (USA) |  |
| 1984. augusztus 10. 8:00 | (1–0, 3–3)     |             |                        |  |
| 1984. augusztus 10. 8:00 | Büntetőpárbaj: |             |                        |  |
| 1984. augusztus 10. 8:00 | 9–8            |             |                        |  |

| Csapat                 | Helyezés |
| ---------------------- | -------- |
| Egyesült Államok (USA) | 12.      |

### Női
| Amerikai női gyeplabdacsapat-játékoskeret | Amerikai női gyeplabdacsapat-játékoskeret                                                                                  |
| --- | --- |
| - Gwen Cheeseman - Beth Anders - Kathy McGahey - Anita Miller - Gina Buggy - Chris Larson Mason - Beth Beglin - Marcy Place-von Schottenstein | - Julie Staver - Diane Moyer - Sheryl Johnson - Char Morett - Karen Shelton - Brenda Stauffer - Leslie Milne - Judy Strong |

#### Eredmények
Csoportkör
| 1984. augusztus 1. 17:15 | Egyesült Államok (USA) | 4–1 | Kanada (CAN) |  |
| 1984. augusztus 1. 17:15 | (2–0)                  |     |              |  |

| 1984. augusztus 3. 8:00 | Hollandia (NED) | 2–1 | Egyesült Államok (USA) |  |
| 1984. augusztus 3. 8:00 | (1–0)           |     |                        |  |

| 1984. augusztus 4. 16:15 | Egyesült Államok (USA) | 2–0 | Új-Zéland (NZL) |  |
| 1984. augusztus 4. 16:15 | (1–0)                  |     |                 |  |

| 1984. augusztus 7. 13:45 | Ausztrália (AUS) | 3–1 | Egyesült Államok (USA) |  |
| 1984. augusztus 7. 13:45 | (2–1)            |     |                        |  |

| 1984. augusztus 9. 13:15 | NSZK (FRG) | 1–1 | Egyesült Államok (USA) |  |
| 1984. augusztus 9. 13:15 | (0–1)      |     |                        |  |

Végeredmény
| Helyezés | Csapat                 | M | Gy | D | V | G+ | G– | Gk  | P |
| --- | ---------------------- | - | -- | - | - | -- | -- | --- | - |
| Arany | Hollandia (NED)        | 5 | 4  | 1 | 0 | 14 | 6  | +8  | 9 |
| Ezüst | NSZK (FRG)             | 5 | 2  | 2 | 1 | 9  | 9  | 0   | 6 |
| Bronz | Egyesült Államok (USA) | 5 | 2  | 1 | 2 | 9  | 7  | +2  | 5 |
| 4. | Ausztrália (AUS)       | 5 | 2  | 1 | 2 | 9  | 7  | +2  | 5 |
| A bronzéremről az Egyesült Államok és Ausztrália között egy külön büntetőpárbaj döntött, melyet az Egyesült Államok nyert meg 10–5-re. |                        |   |    |   |   |    |    |     |   |
| 5. | Kanada (CAN)           | 5 | 2  | 1 | 2 | 9  | 11 | –2  | 5 |
| 6. | Új-Zéland (NZL)        | 5 | 0  | 0 | 5 | 2  | 12 | –10 | 0 |

| Csapat                 | Helyezés |
| ---------------------- | -------- |
| Egyesült Államok (USA) |          |

## Íjászat
| Versenyző        | Versenyszám  | 1. forduló | 1. forduló | 2. forduló | 2. forduló | Összesítés             | Összesítés |
| Versenyző        | Versenyszám  | Pont       | Hely.      | Pont       | Hely.      | Pont                   | Helyezés   |
| ---------------- | ------------ | ---------- | ---------- | ---------- | ---------- | ---------------------- | ---------- |
| Darrell Pace     | Férfi egyéni | 1317       | 1.         | 1299       | 1.         | 2616                   |            |
| Richard McKinney | Férfi egyéni | 1295       | 2.         | 1269       | 5.         | 2564                   |            |
| Glenn Meyers     | Férfi egyéni | 1246       | 12.        | 1242       | 17.        | 2488                   | 12.        |
| Trena King       | Női egyéni   | 1265       | 4.         | 1243       | 11.        | 2508 (holtverseny) 288 | 7.         |
| Ruth Rowe        | Női egyéni   | 1223       | 18.        | 1254       | 6.         | 2477                   | 12.        |
| Benita Edds      | Női egyéni   | 1174       | 37.        | 1192       | 30.        | 2366                   | 34.        |

## Kajak-kenu
Férfi
| Versenyző                                                        | Versenyszám         | Előfutam | Előfutam | Előfutam | Vigaszág | Vigaszág | Vigaszág | Elődöntő | Elődöntő | Elődöntő | Döntő   | Döntő    |
| Versenyző                                                        | Versenyszám         | Idő      | Hely.    | Össz.    | Idő      | Hely.    | Össz.    | Idő      | Hely.    | Össz.    | Idő     | Helyezés |
| ---------------------------------------------------------------- | ------------------- | -------- | -------- | -------- | -------- | -------- | -------- | -------- | -------- | -------- | ------- | -------- |
| Terry White                                                      | Kajak egyes 500 m   | 2:04,12  | 6.       | 18.      | 1:50,89  | 1.       | 1.       | 1:50,00  | 4.       | 9.       | kiesett | kiesett  |
| Greg Barton                                                      | Kajak egyes 1000 m  | 3:52,08  | 2.       | 2.       | erőnyerő | erőnyerő | erőnyerő | 3:54,18  | 2.       | 2.       | 3:47,38 |          |
| David Halpern Terry Kent                                         | Kajak kettes 500 m  | 1:39,94  | 4.       | 12.      | 1:40,87  | 3.       | 5.       | 1:38,59  | 4.       | 12.      | kiesett | kiesett  |
| Terry Kent Terry White                                           | Kajak kettes 1000 m | 3:30,87  | 2.       | 5.       | erőnyerő | erőnyerő | erőnyerő | 3:29,81  | 3.       | 4.       | 3:27,01 | 4.       |
| Norman Bellingham David Gilman Dan Schnurrenberger Chris Spelius | Kajak négyes 1000 m | 3:15,77  | 7.       | 13.      | 3:19,72  | 4.       | 5.       | kiesett  | kiesett  | kiesett  | kiesett | kiesett  |
| Rob Plankenhorn                                                  | Kenu egyes 500 m    | 2:07,20  | 4.       | 7.       | 2:13,18  | 2.       | 5.       | 2:04,54  | 4.       | 9.       | kiesett | kiesett  |
| Bruce Merritt                                                    | Kenu egyes 1000 m   | 4:22,59  | 3.       | 7.       | erőnyerő | erőnyerő | erőnyerő |          |          |          | 4:18,17 | 7.       |
| J. Bret Young Bruce Merritt                                      | Kenu kettes 500 m   | 1:53,50  | 5.       | 9.       | 1:51,49  | 3.       | 3.       |          |          |          | 1:50,55 | 9.       |
| Rob Plankenhorn Rod McLain                                       | Kenu kettes 1000 m  | 3:55,38  | 3.       | 4.       | erőnyerő | erőnyerő | erőnyerő |          |          |          | 3:52,72 | 5.       |

Női
| Versenyző                                                  | Versenyszám        | Előfutam | Előfutam | Előfutam | Vigaszág | Vigaszág | Vigaszág | Döntő   | Döntő    |
| Versenyző                                                  | Versenyszám        | Idő      | Hely.    | Össz.    | Idő      | Hely.    | Össz.    | Idő     | Helyezés |
| ---------------------------------------------------------- | ------------------ | -------- | -------- | -------- | -------- | -------- | -------- | ------- | -------- |
| Sheila Conover                                             | Kajak egyes 500 m  | 2:06,89  | 4.       | 7.       | 2:03,79  | 2.       | 2.       | 2:02,38 | 6.       |
| Shirley Dery-Batlik Leslie Klein                           | Kajak kettes 500 m | 1:54,61  | 4.       | 6.       | 1:53,69  | 1.       | 1.       | 1:49,51 | 5.       |
| Sheila Conover Shirley Dery-Batlik Leslie Klein Ann Turner | Kajak négyes 500 m |          |          |          |          |          |          | 1:40,49 | 4.       |

## Kerékpározás

### Országúti kerékpározás
Férfi
| Versenyző                                           | Versenyszám     | Idő             | Helyezés |
| --------------------------------------------------- | --------------- | --------------- | -------- |
| Alexi Grewal                                        | Mezőnyverseny   | 4:59:57         |          |
| Davis Phinney                                       | Mezőnyverseny   | 5:01:16 (+1:19) | 5.       |
| Thurlow Rogers                                      | Mezőnyverseny   | 5:01:16 (+1:19) | 6.       |
| Ron Kiefel                                          | Mezőnyverseny   | 5:01:40 (+1:43) | 9.       |
| Ron Kiefel Roy Knickman Davis Phinney Andrew Weaver | Csapat időfutam | 2:02:46 (+4:18) |          |

Női
| Versenyző                | Versenyszám   | Idő             | Helyezés |
| ------------------------ | ------------- | --------------- | -------- |
| Connie Carpenter-Phinney | Mezőnyverseny | 2:11:14         |          |
| Rebecca Twigg            | Mezőnyverseny | 2:11:14 (+0:00) |          |
| Janelle Parks            | Mezőnyverseny | 2:13:28 (+2:14) | 10.      |
| Inga Thompson-Benedict   | Mezőnyverseny | 2:13:28 (+2:14) | 21.      |

### Pálya-kerékpározás
Sprintverseny
| Versenyző    | Versenyszám  | 1. forduló                                                | 1. forduló | Vigaszág               | Vigaszág | Döntő                  | Döntő | 2. forduló                | 2. forduló | Vigaszág             | Vigaszág | Nyolcaddöntő                                      | Nyolcaddöntő | Vigaszág               | Vigaszág | Döntő                | Döntő | Negyeddöntő                            | 5–8. helyért           | 5–8. helyért | Elődöntő                              | Döntő                             | Helyezés |
| Versenyző    | Versenyszám  | Ellenfelek Győztes idő                                    | Hely       | Ellenfelek Győztes idő | Hely     | Ellenfelek Győztes idő | Hely  | Ellenfél Győztes idő      | Hely       | Ellenfél Győztes idő | Hely     | Ellenfelek Győztes idő                            | Hely         | Ellenfelek Győztes idő | Hely     | Ellenfél Győztes idő | Hely  | Ellenfél Győztes idő                   | Ellenfelek Győztes idő | Hely         | Ellenfél Győztes idő                  | Ellenfél Győztes idő              | Helyezés |
| ------------ | ------------ | --------------------------------------------------------- | ---------- | ---------------------- | -------- | ---------------------- | ----- | ------------------------- | ---------- | -------------------- | -------- | ------------------------------------------------- | ------------ | ---------------------- | -------- | -------------------- | ----- | -------------------------------------- | ---------------------- | ------------ | ------------------------------------- | --------------------------------- | -------- |
| Mark Gorski  | Férfi egyéni | Leon Richardson (ANT) · 10,87                             | 1.         |                        |          |                        |       | Paulo Jamur (BRA) · 10,79 | 1.         |                      |          | Claudio Iannone (ARG) · Alex Ongaro (CAN) · 10,89 | 1.           |                        |          |                      |       | Gerhard Scheller (FRG) · 11,65; 11,08  |                        |              | Szakamoto Cutomu (JPN) · 11,17; 10,74 | Nelson Vails (USA) · 10,49; 10,95 |          |
| Nelson Vails | Férfi egyéni | José Antonio Urquijo (CHI) · Kenrick Tucker (AUS) · 11,07 | 1.         |                        |          |                        |       | Gene Samuel (TRI) · 10,80 | 1.         |                      |          | Fredy Schmidtke (FRG) · Mark Barry (GBR) · 11,05  | 1.           |                        |          |                      |       | Marcelo Alexandre (ARG) · 11,33; 12,07 |                        |              | Philippe Vernet (FRA) · 10,93; 10,86  | Mark Gorski (USA) · 10,49; 10,95  |          |

Időfutam
| Név           | Versenyszám  | Idő     | Helyezés |
| ------------- | ------------ | ------- | -------- |
| Rory O'Reilly | Férfi egyéni | 1:07,39 | 8.       |

Üldözőversenyek
| Versenyző                                                            | Versenyszám  | Selejtező | Selejtező | Nyolcaddöntő                     | Nyolcaddöntő | Negyeddöntő                                                                                   | Negyeddöntő | Elődöntő                                                                             | Elődöntő   | Döntő                                                                                     | Döntő     | Helyezés |
| Versenyző                                                            | Versenyszám  | Idő       | Hely.     | Ellenfél Idő                     | Saját idő    | Ellenfél Idő                                                                                  | Saját idő   | Ellenfél Idő                                                                         | Saját idő  | Ellenfél Idő                                                                              | Saját idő | Helyezés |
| -------------------------------------------------------------------- | ------------ | --------- | --------- | -------------------------------- | ------------ | --------------------------------------------------------------------------------------------- | ----------- | ------------------------------------------------------------------------------------ | ---------- | ----------------------------------------------------------------------------------------- | --------- | -------- |
| Steve Hegg                                                           | Férfi egyéni | 4:35,57   | 1.        | Gabriel Curuchet (ARG) · 4:51,04 | 4:40,26      | Michael Grenda (AUS) · overtaken                                                              | 4:37,10     | Dean Woods (AUS) · 4:55,02                                                           | 4:47,07    | Rolf Gölz (FRG) · 4:43,82                                                                 | 4:39,35   |          |
| Leonard Harvey Nitz                                                  | Férfi egyéni | 4:46,99   | 3.        | Carlos García (URU) · 4:53,72    | 4:44,97      | Jørgen Pedersen (DEN) · 4:46,65                                                               | 4:43,98     | Rolf Gölz (FRG) · idő nélkül                                                         | lekörözték | Bronzmérkőzés · Dean Woods (AUS) · 4:44,08                                                | 4:44,03   |          |
| Dave Grylls Steve Hegg Pat McDonough Leonard Harvey Nitz Brent Emery | Férfi csapat | 4:29,92   | 5.        |                                  |              | Dánia (DEN) · Dan Frost · Michael Markussen · Jørgen Pedersen · Brian Holm Sørensen · 4:25,16 | 4:25,15     | NSZK (FRG) · Reinhard Alber · Rolf Gölz · Roland Günther · Michael Marx · lekörözték | idő nélkül | Ausztrália (AUS) · Michael Grenda · Kevin Nichols · Michael Turtur · Dean Woods · 4:25,99 | 4:29,85   |          |

Pontverseny
| Név             | Versenyszám | Selejtező | Selejtező  | Selejtező | Döntő   | Döntő      | Döntő    |
| Név             | Versenyszám | Pont      | Körhátrány | Hely.     | Pont    | Körhátrány | Helyezés |
| --------------- | ----------- | --------- | ---------- | --------- | ------- | ---------- | -------- |
| Mark Whitehead  | Férfi       | 9         | –1         | 14.       | kiesett | kiesett    | kiesett  |
| Danny Van Haute | Férfi       | 2         | –2         | 15.       | kiesett | kiesett    | kiesett  |

## Kézilabda

### Férfi
| Amerikai férfi kézilabdacsapat-játékoskeret                                                            | Amerikai férfi kézilabdacsapat-játékoskeret                                                              |
| --- | --- |
| - Jim Buehning - Bob Djokovich - Tim Dykstra - Craig Gilbert - Greg Morava - Steve Goss - Bill Kessler | - Steve Kirk - Peter Lash, Jr. - Michael Lenard - Joe McVein - Rod Oshita - Tom Schneeberger - Joe Story |

#### Eredmények
Csoportkör
B csoport
| Csapat                 | M | Gy | D | V | G+  | G–  | Gk  | P  |
| ---------------------- | - | -- | - | - | --- | --- | --- | -- |
| NSZK (FRG)             | 5 | 5  | 0 | 0 | 114 | 95  | +19 | 10 |
| Dánia (DEN)            | 5 | 4  | 0 | 1 | 115 | 99  | +16 | 8  |
| Svédország (SWE)       | 5 | 3  | 0 | 2 | 119 | 110 | +9  | 6  |
| Spanyolország (ESP)    | 5 | 2  | 0 | 3 | 105 | 106 | –1  | 4  |
| Egyesült Államok (USA) | 5 | 0  | 1 | 4 | 91  | 100 | –9  | 1  |
| Dél-Korea (KOR)        | 5 | 0  | 1 | 4 | 123 | 157 | –34 | 1  |

| 1984. július 31. 21:30 | NSZK (FRG) | 21–19 | Egyesült Államok (USA) |  |
| 1984. július 31. 21:30 | (12–8)     |       |                        |  |
| 1984. július 31. 21:30 |            |       |                        |  |

| 1984. augusztus 2. 14:00 | Svédország (SWE) | 21–18 | Egyesült Államok (USA) |  |
| 1984. augusztus 2. 14:00 | (10–6)           |       |                        |  |
| 1984. augusztus 2. 14:00 |                  |       |                        |  |

| 1984. augusztus 4. 21:30 | Dánia (DEN) | 19–16 | Egyesült Államok (USA) |  |
| 1984. augusztus 4. 21:30 | (8–7)       |       |                        |  |
| 1984. augusztus 4. 21:30 |             |       |                        |  |

| 1984. augusztus 6. 14:00 | Spanyolország (ESP) | 17–16 | Egyesült Államok (USA) |  |
| 1984. augusztus 6. 14:00 | (10–9)              |       |                        |  |
| 1984. augusztus 6. 14:00 |                     |       |                        |  |

| 1984. augusztus 8. 21:30 | Egyesült Államok (USA) | 22–22 | Dél-Korea (KOR) |  |
| 1984. augusztus 8. 21:30 | (13–12)                |       |                 |  |
| 1984. augusztus 8. 21:30 |                        |       |                 |  |

A 9. helyért
| 1984. augusztus 10. 18:30 | Egyesült Államok (USA) | 24–16 | Japán (JPN) |  |
| 1984. augusztus 10. 18:30 | (9–5)                  |       |             |  |
| 1984. augusztus 10. 18:30 |                        |       |             |  |

| Csapat                 | Helyezés |
| ---------------------- | -------- |
| Egyesült Államok (USA) | 9.       |

### Női
| Amerikai női kézilabdacsapat-játékoskeret                                                                   | Amerikai női kézilabdacsapat-játékoskeret                                                   |
| --- | ------------------------------------------------------------------------------------------- |
| - Pam Boyd - Reita Clanton - Tess Contos - Sandra De La Riva - Mary Phyl Dwight - Carmen Forest - Sam Jones | - Carol Lindsey - Cindy Stinger - Penny Stone - Janice Trombly - Sherry Winn - Melinda Hale |

#### Eredmények
| 1984. augusztus 1. 21:30 | Egyesült Államok (USA) | 25–22 | Kína (CHN) |  |
| 1984. augusztus 1. 21:30 | (9–12)                 |       |            |  |
| 1984. augusztus 1. 21:30 |                        |       |            |  |

| 1984. augusztus 3. 21:30 | Dél-Korea (KOR) | 29–27 | Egyesült Államok (USA) |  |
| 1984. augusztus 3. 21:30 | (16–11)         |       |                        |  |
| 1984. augusztus 3. 21:30 |                 |       |                        |  |

| 1984. augusztus 5. 21:30 | Jugoszlávia (YUG) | 33–20 | Egyesült Államok (USA) |  |
| 1984. augusztus 5. 21:30 | (14–10)           |       |                        |  |
| 1984. augusztus 5. 21:30 |                   |       |                        |  |

| 1984. augusztus 7. 21:30 | NSZK (FRG) | 18–17 | Egyesült Államok (USA) |  |
| 1984. augusztus 7. 21:30 | (10–7)     |       |                        |  |
| 1984. augusztus 7. 21:30 |            |       |                        |  |

| 1984. augusztus 9. 18:30 | Egyesült Államok (USA) | 25–21 | Ausztria (AUT) |  |
| 1984. augusztus 9. 18:30 | (11–9)                 |       |                |  |
| 1984. augusztus 9. 18:30 |                        |       |                |  |

Végeredmény
| Helyezés | Csapat                 | M | Gy | D | V | G+  | G–  | Gk  | P  |
| -------- | ---------------------- | - | -- | - | - | --- | --- | --- | -- |
| Arany    | Jugoszlávia (YUG)      | 5 | 5  | 0 | 0 | 143 | 102 | +41 | 10 |
| Ezüst    | Dél-Korea (KOR)        | 5 | 3  | 1 | 1 | 125 | 119 | +6  | 7  |
| Bronz    | Kína (CHN)             | 5 | 2  | 1 | 2 | 112 | 115 | –3  | 5  |
| 4.       | NSZK (FRG)             | 5 | 2  | 0 | 3 | 91  | 100 | –9  | 4  |
| 5.       | Egyesült Államok (USA) | 5 | 2  | 0 | 3 | 114 | 123 | –9  | 4  |
| 6.       | Ausztria (AUT)         | 5 | 0  | 0 | 5 | 91  | 117 | –26 | 0  |

| Csapat                 | Helyezés |
| ---------------------- | -------- |
| Egyesült Államok (USA) | 5.       |

## Kosárlabda

### Férfi
| Amerikai férfi kosárlabdacsapat-játékoskeret                                                 | Amerikai férfi kosárlabdacsapat-játékoskeret                                          |
| -------------------------------------------------------------------------------------------- | ------------------------------------------------------------------------------------- |
| - Steve Alford - Leon Wood - Patrick Ewing - Vern Fleming - Alvin Robertson - Michael Jordan | - Joe Kleine - Jon Koncak - Wayman Tisdale - Chris Mullin - Sam Perkins - Jeff Turner |

#### Eredmények
Csoportkör
B csoport
| Csapat                 | M | Gy | V | P+  | P–  | Pk   |
| ---------------------- | - | -- | - | --- | --- | ---- |
| Egyesült Államok (USA) | 5 | 5  | 0 | 511 | 315 | +196 |
| Spanyolország (ESP)    | 5 | 4  | 1 | 457 | 438 | +19  |
| Kanada (CAN)           | 5 | 3  | 2 | 462 | 401 | +61  |
| Uruguay (URU)          | 5 | 2  | 3 | 403 | 460 | –57  |
| Kína (CHN)             | 5 | 1  | 4 | 364 | 477 | –113 |
| Franciaország (FRA)    | 5 | 0  | 5 | 383 | 489 | –106 |

| 1984. július 29. 16:30 | Egyesült Államok (USA) | 97–49 | Kína (CHN) |  |
| 1984. július 29. 16:30 | (50–29)                |       |            |  |

| 1984. július 31. 16:30 | Egyesült Államok (USA) | 89–68 | Kanada (CAN) |  |
| 1984. július 31. 16:30 | (43–28)                |       |              |  |

| 1984. augusztus 1. 16:30 | Egyesült Államok (USA) | 104–68 | Uruguay (URU) |  |
| 1984. augusztus 1. 16:30 | (58–37)                |        |               |  |

| 1984. augusztus 3. 16:30 | Egyesült Államok (USA) | 120–62 | Franciaország (FRA) |  |
| 1984. augusztus 3. 16:30 | (57–25)                |        |                     |  |

| 1984. augusztus 4. 11:00 | Egyesült Államok (USA) | 101–68 | Spanyolország (ESP) |  |
| 1984. augusztus 4. 11:00 | (48–41)                |        |                     |  |

Negyeddöntő
| 1984. augusztus 6. 19:00 | Egyesült Államok (USA) | 78–67 | NSZK (FRG) |  |
| 1984. augusztus 6. 19:00 | (46–32)                |       |            |  |

Elődöntő
| 1984. augusztus 8. 19:00 | Egyesült Államok (USA) | 78–59 | Kanada (CAN) |  |
| 1984. augusztus 8. 19:00 | (43–26)                |       |              |  |

Döntő
| 1984. augusztus 10. 19:00 | Egyesült Államok (USA) | 96–65 | Spanyolország (ESP) |  |
| 1984. augusztus 10. 19:00 | (52–29)                |       |                     |  |

| Csapat                 | Helyezés |
| ---------------------- | -------- |
| Egyesült Államok (USA) |          |

### Női
| Amerikai női kosárlabdacsapat-játékoskeret                                                    | Amerikai női kosárlabdacsapat-játékoskeret                                                        |
| --------------------------------------------------------------------------------------------- | ------------------------------------------------------------------------------------------------- |
| - Teresa Edwards - Lea Henry - Lynette Woodard - Anne Donovan - Cathy Boswell - Cheryl Miller | - Janice Lawrence - Cindy Noble - Kim Mulkey - Denise Curry - Pamela McGee - Carol Menken-Schaudt |

#### Eredmények
Csoportkör
| Csapat                 | M | Gy | V | P+  | P–  | Pk   |
| ---------------------- | - | -- | - | --- | --- | ---- |
| Egyesült Államok (USA) | 5 | 5  | 0 | 431 | 265 | +166 |
| Dél-Korea (KOR)        | 5 | 4  | 1 | 292 | 302 | –10  |
| Kanada (CAN)           | 5 | 2  | 3 | 313 | 334 | –21  |
| Kína (CHN)             | 5 | 2  | 3 | 318 | 348 | –30  |
| Ausztrália (AUS)       | 5 | 1  | 4 | 266 | 317 | –51  |
| Jugoszlávia (YUG)      | 5 | 1  | 4 | 293 | 347 | –54  |

| 1984. július 30. 9:00 | Egyesült Államok (USA) | 83–55 | Jugoszlávia (YUG) |  |
| 1984. július 30. 9:00 | (43–29)                |       |                   |  |

| 1984. július 31. 9:00 | Egyesült Államok (USA) | 81–47 | Ausztrália (AUS) |  |
| 1984. július 31. 9:00 | (51–28)                |       |                  |  |

| 1984. augusztus 2. 14:30 | Egyesült Államok (USA) | 84–47 | Dél-Korea (KOR) |  |
| 1984. augusztus 2. 14:30 | (40–20)                |       |                 |  |

| 1984. augusztus 3. 20:00 | Egyesült Államok (USA) | 91–55 | Kína (CHN) |  |
| 1984. augusztus 3. 20:00 | (38–26)                |       |            |  |

| 1984. augusztus 5. 11:00 | Egyesült Államok (USA) | 92–61 | Kanada (CAN) |  |
| 1984. augusztus 5. 11:00 | (41–31)                |       |              |  |

Döntő
| 1984. augusztus 7. 19:00 | Egyesült Államok (USA) | 85–55 | Dél-Korea (KOR) |  |
| 1984. augusztus 7. 19:00 | (42–27)                |       |                 |  |

| Csapat                 | Helyezés |
| ---------------------- | -------- |
| Egyesült Államok (USA) |          |

## Labdarúgás
| Amerikai férfi labdarúgócsapat-játékoskeret                                                         | Amerikai férfi labdarúgócsapat-játékoskeret                                                              |
| --------------------------------------------------------------------------------------------------- | --- |
| - Chico Borja - David Brcic - Kevin Crow - Ricky Davis - Angelo DiBernardo - Jeff Durgan - Mike Fox | - Jeff Hooker - Erhardt Kapp - Steve Moyers - Hugo Perez - Bruce Savage - Gregg Thompson - Jean Willrich |

### Eredmények
Csoportkör
D csoport
| Csapat                 | M | Gy | D | V | Rg | Kg | Gk | P |
| ---------------------- | - | -- | - | - | -- | -- | -- | - |
| Olaszország (ITA)      | 3 | 2  | 0 | 1 | 2  | 1  | +1 | 4 |
| Egyiptom (EGY)         | 3 | 1  | 1 | 1 | 5  | 3  | +2 | 3 |
| Egyesült Államok (USA) | 3 | 1  | 1 | 1 | 4  | 2  | +2 | 3 |
| Costa Rica (CRC)       | 3 | 1  | 0 | 2 | 2  | 7  | –5 | 2 |

| 1984. július 29. 19:30 |

| Egyesült Államok (USA)     | 3–0               | Costa Rica (CRC) |
| -------------------------- | ----------------- | ---------------- |
| Davis 23' 86' Willrich 35' | (2–0) Jegyzőkönyv |                  |

| Stanford Stadium, Palo Alto Nézőszám: 78 000 Játékvezető: Joël Quiniou (francia) |

| 1984. július 31. 19:00 |

| Olaszország (ITA) | 1–0               | Egyesült Államok (USA) |
| ----------------- | ----------------- | ---------------------- |
| Baresi 58'        | (0–0) Jegyzőkönyv |                        |

| Rose Bowl, Pasadena Nézőszám: 63 624 Játékvezető: Abdul Aziz Al-Salmi (kuvaiti) |

| 1984. augusztus 2. 19:00 |

| Egyiptom (EGY) | 1–1               | Egyesült Államok (USA) |
| -------------- | ----------------- | ---------------------- |
| Soliman 27'    | (1–1) Jegyzőkönyv | Thompson 8'            |

| Stanford Stadium, Palo Alto Nézőszám: 54 973 Játékvezető: Jorge Romero (argentin) |

| Csapat                 | Helyezés |
| ---------------------- | -------- |
| Egyesült Államok (USA) | 9.       |

## Lovaglás
Díjlovaglás
| Versenyző                                       | Ló           | Versenyszám | Selejtező | Selejtező | Döntő   | Döntő    |
| Versenyző                                       | Ló           | Versenyszám | Pont      | Hely.     | Pont    | Helyezés |
| ----------------------------------------------- | ------------ | ----------- | --------- | --------- | ------- | -------- |
| Hilda Gurney                                    | Keen         | Egyéni      | 1530      | 14.       | kiesett | kiesett  |
| Sandy Pflueger-Clarke                           | Marco Polo   | Egyéni      | 1516      | 16.       | kiesett | kiesett  |
| Robert Dover                                    | Romantico    | Egyéni      | 1513      | 17.       | kiesett | kiesett  |
| Hilda Gurney Sandy Pflueger-Clarke Robert Dover | lásd fentebb | Csapat      |           |           | 4559    | 6.       |

Díjugratás
| Versenyző                                                  | Ló                                     | Versenyszám | 1. forduló | 1. forduló | 2. forduló | 2. forduló | Összesen               | Összesen |
| Versenyző                                                  | Ló                                     | Versenyszám | Pont       | Hely.      | Pont       | Hely.      | Pont                   | Helyezés |
| ---------------------------------------------------------- | -------------------------------------- | ----------- | ---------- | ---------- | ---------- | ---------- | ---------------------- | -------- |
| Joe Fargis                                                 | Touch of Class                         | Egyéni      | 0,00       | 1.         | 4,00       | 2.         | 4,00 (szétugrás: 0,00) |          |
| Conrad Homfeld                                             | Abdullah                               | Egyéni      | 4,00       | 3.         | 0,00       | 1.         | 4,00 (szétugrás: 4,00) |          |
| Melanie Smith                                              | Calypso                                | Egyéni      | 4,00       | 3.         | 8,00       | 10.        | 12,00                  | 7.       |
| Joe Fargis Conrad Homfeld Leslie Burr-Howard Melanie Smith | Touch of Class Abdullah Albany Calypso | Csapat      | 4,00       | 1.         | 8,00       | 1.         | 12,00                  |          |

Lovastusa
| Versenyző                                                                 | Ló           | Versenyszám | Díjlovaglás | Díjlovaglás | Tereplovaglás | Tereplovaglás | Díjugratás | Díjugratás | Végeredmény | Végeredmény |
| Versenyző                                                                 | Ló           | Versenyszám | Bünt.       | Hely.       | Bünt.         | Hely.         | Bünt.      | Hely.      | Bünt.       | Helyezés    |
| ------------------------------------------------------------------------- | ------------ | ----------- | ----------- | ----------- | ------------- | ------------- | ---------- | ---------- | ----------- | ----------- |
| Karen Stives                                                              | Ben Arthur   | Egyéni      | 49,20       | 3.          | 0,00          | 1.            | 5,00       | 23.        | 54,20       |             |
| Torrance Watkins Fleischmann                                              | Finvarra     | Egyéni      | 57,60       | 10.         | 2,80          | 7.            | 0,00       | 1.         | 60,40       | 4.          |
| J. Michael Plumb                                                          | Blue Stone   | Egyéni      | 61,20       | 16.         | 5,20          | 8.            | 5,00       | 23.        | 71,40       | 10.         |
| Bruce Davidson                                                            | J. J. Babu   | Egyéni      | 49,00       | 2.          | 21,20         | 17.           | 5,00       | 23.        | 75,20       | 13.         |
| Karen Stives Torrance Watkins Fleischmann J. Michael Plumb Bruce Davidson | lásd fentebb | Csapat      | 155,80      | 1.          | 8,00          | 1.            | 10,00      | 6.         | 186,00      |             |

## Műugrás
Férfi
| Versenyző     | Versenyszám        | Selejtező | Selejtező | Döntő  | Döntő    |
| Versenyző     | Versenyszám        | Pont      | Helyezés  | Pont   | Helyezés |
| ------------- | ------------------ | --------- | --------- | ------ | -------- |
| Ron Merriott  | Egyéni műugrás     | 628,47    | 2.        | 661,32 |          |
| Greg Louganis | Egyéni műugrás     | 752,37    | 1.        | 754,41 |          |
| Greg Louganis | Egyéni toronyugrás | 688,05    | 1.        | 710,91 |          |
| Bruce Kimball | Egyéni toronyugrás | 602,64    | 4.        | 643,50 |          |

Női
| Versenyző         | Versenyszám        | Selejtező | Selejtező | Döntő  | Döntő    |
| Versenyző         | Versenyszám        | Pont      | Helyezés  | Pont   | Helyezés |
| ----------------- | ------------------ | --------- | --------- | ------ | -------- |
| Kelly McCormick   | Egyéni műugrás     | 516,75    | 2.        | 527,46 |          |
| Christina Seufert | Egyéni műugrás     | 481,41    | 5.        | 517,62 |          |
| Michele Mitchell  | Egyéni toronyugrás | 402,39    | 3.        | 431,19 |          |
| Wendy Wyland      | Egyéni toronyugrás | 376,11    | 5.        | 422,07 |          |

## Ökölvívás
| Versenyző         | Versenyszám     | Selejtező                | 32-es főtábla                              | Nyolcaddöntő                             | Negyeddöntő                            | Elődöntő                                      | Döntő                                     | Helyezés |
| Versenyző         | Versenyszám     | Ellenfél Eredmény        | Ellenfél Eredmény                          | Ellenfél Eredmény                        | Ellenfél Eredmény                      | Ellenfél Eredmény                             | Ellenfél Eredmény                         | Helyezés |
| ----------------- | --------------- | ------------------------ | ------------------------------------------ | ---------------------------------------- | -------------------------------------- | --------------------------------------------- | ----------------------------------------- | -------- |
| Paul Gonzales     | Papírsúly       |                          | Kim Gvangszon (Kim Gwang-Seon) (KOR) · 5:0 | William Bagonza (UGA) · 5:0              | John Lyon (GBR) · 4:1                  | Marcelino Bolívar (VEN) · 5:0                 | Salvatore Todisco (ITA) · mérkőzés nélkül |          |
| Steve McCrory     | Légsúly         |                          | erőnyerő                                   | Fausto García (MEX) · RSC                | Peter Ayesu (MAW) · 5:0                | Eyüp Can (TUR) · 5:0                          | Redžep Redžepovski (YUG) · 4:1            |          |
| Robert Shannon    | Harmatsúly      | erőnyerő                 | Sammy Mwangi (KEN) · 5:0                   | Mun Szonggil (Mun Seong-Gil) (KOR) · RSC | kiesett                                | kiesett                                       | kiesett                                   | 9.       |
| Meldrick Taylor   | Pehelysúly      | erőnyerő                 | Nicolae Talpoş (ROU) · 5:0                 | Javier Camacho (MEX) · 5:0               | John Wanjau (KEN) · RSC                | Omar Catari (VEN) · 5:0                       | Peter Konyegwachie (NGR) · 5:0            |          |
| Pernell Whitaker  | Könnyűsúly      | erőnyerő                 | Omar Méndez (NCA) · 5:0                    | Geofrey Nyeko (UGA) · 5:0                | Reiner Gies (FRG) · 5:0                | Cson Cshilszong (Jeon Chil-Seong) (KOR) · 5:0 | Luis Ortíz (PUR) · feladta                |          |
| Jerry Page        | Kisváltósúly    | erőnyerő                 | Helmut Gertel (FRG) · 5:0                  | Octavio Robles (MEX) · 5:0               | Kim Donggil (Kim Dong-Gil) (KOR) · 4:1 | Mirko Puzović (YUG) · 5:0                     | Dhawee Umponmaha (THA) · 5:0              |          |
| Mark Breland      | Váltósúly       | Wayne Gordon (CAN) · 5:0 | Carlos Reyes (PUR) · RSC                   | Rudel Obreja (ROU) · 0:5                 | Genaro León (MEX) · KO                 | Luciano Bruno (ITA) · 5:0                     | An Jongszu (An Yeong-Su) (KOR) · 5:0      |          |
| Frank Tate        | Nagyváltósúly   | erőnyerő                 | Lotfi Ayed (SWE) · 5:0                     | Romolo Casamonica (ITA) · 5:0            | Christopher Kapopo (ZAM) · RSC         | Manfred Zielonka (FRG) · mérkőzés nélkül      | Shawn O'Sullivan (CAN) · 5:0              |          |
| Virgil Hill       | Középsúly       |                          | Edward Neblett (BAR) · RSC                 | Brian Schumacher (GBR) · 5:0             | Damir Škaro (YUG) · 4:1                | Mohamed Zaoui (ALG) · 5:0                     | Sin Dzsunszop (Sin Jun-Seop) (KOR) · 2:3  |          |
| Evander Holyfield | Félnehézsúly    |                          | Taju Akay (GHA) · RSC                      | Ismail Salman (IRQ) · RSC                | Sylvanus Okello (KEN) · KO             | Kevin Barry (NZL) · kizárták                  | kiesett                                   |          |
| Henry Tillman     | Nehézsúly       |                          | erőnyerő                                   | Kaliq Singh (IND) · RSC                  | Tevita Taufo'ou (TGA) · RSC            | Angelo Musone (ITA) · 5:0                     | Willie deWit (CAN) · 5:0                  |          |
| Tyrell Biggs      | Szupernehézsúly |                          |                                            | Isaac Barrientos (PUR) · 5:0             | Lennox Lewis (CAN) · 5:0               | Aziz Salihu (YUG) · 5:0                       | Francesco Damiani (ITA) · 4:1             |          |

RSC – a mérkőzésvezető megállította a mérkőzést

## Öttusa
| Versenyző                          | Versenyszám | Lovaglás | Lovaglás | Lovaglás | Vívás    | Vívás | Vívás | Úszás    | Úszás | Úszás | Lövészet | Lövészet | Lövészet | Futás    | Futás | Futás | Összesen    | Összesen |
| Versenyző                          | Versenyszám | Idő      | Pont     | Hely.    | Pontszám | Pont  | Hely. | Idő      | Pont  | Hely. | Eredmény | Pont     | Hely.    | Idő      | Pont  | Hely. | Összes pont | Helyezés |
| ---------------------------------- | ----------- | -------- | -------- | -------- | -------- | ----- | ----- | -------- | ----- | ----- | -------- | -------- | -------- | -------- | ----- | ----- | ----------- | -------- |
| Mike Storm                         | Egyéni      | 1:42,68  | 1040     | 23.      | 30–21    | 868   | 12.   | 3:18,408 | 1288  | 9.    | 198      | 1088     | 1.       | 14:01,18 | 1041  | 30.   | 5325        | 5.       |
| Greg Losey                         | Egyéni      | 1:46,91  | 1062     | 15.      | 32–19    | 912   | 5.    | 3:34,277 | 1160  | 29.   | 192      | 956      | 15.      | 13:52,24 | 1068  | 24.   | 5158        | 13.      |
| Dean Glenesk                       | Egyéni      | 1:49,54  | 1086     | 6.       | 28–23    | 824   | 19.   | 3:22,900 | 1252  | 12.   | 183      | 758      | 45.      | 13:20,13 | 1165  | 13.   | 5085        | 18.      |
| Mike Storm Greg Losey Dean Glenesk | Csapat      |          | 3188     | 2.       |          | 2604  | 3.    |          | 3700  | 6.    |          | 2802     | 7.       |          | 3274  | 8.    | 15 568      |          |

## Röplabda

### Férfi
| Amerikai férfi röplabdacsapat-játékoskeret                                                       | Amerikai férfi röplabdacsapat-játékoskeret                                             |
| ------------------------------------------------------------------------------------------------ | -------------------------------------------------------------------------------------- |
| - Dusty Dvorak - Dave Saunders - Steve Salmons - Paul Sunderland - Rich Duwelius - Steve Timmons | - Craig Buck - Marc Waldie - Chris Marlowe - Aldis Berzins - Pat Powers - Karch Kiraly |

#### Eredmények
Csoportkör
A csoport
|                        |      | Mérkőzések | Mérkőzések | Szettek | Szettek | Szettek | Pontok | Pontok | Pontok |
| Csapat                 | Pont | Gy         | V          | Sz+     | Sz–     | SzA     | P+     | P–     | PA     |
| ---------------------- | ---- | ---------- | ---------- | ------- | ------- | ------- | ------ | ------ | ------ |
| Brazília (BRA)         | 7    | 3          | 1          | 10      | 4       | 2,500   | 191    | 144    | 1,326  |
| Egyesült Államok (USA) | 7    | 3          | 1          | 9       | 4       | 2,250   | 168    | 117    | 1,436  |
| Dél-Korea (KOR)        | 7    | 3          | 1          | 9       | 6       | 1,500   | 203    | 162    | 1,253  |
| Argentína (ARG)        | 5    | 1          | 3          | 7       | 9       | 0,778   | 184    | 207    | 0,889  |
| Tunézia (TUN)          | 4    | 0          | 4          | 0       | 12      | 0,000   | 64     | 180    | 0,356  |

| 1984. július 29. 18:30 | Egyesült Államok (USA)    | 3–1 | Argentína (ARG) |  |
| 1984. július 29. 18:30 | (15–5, 15–7, 10–15, 15–8) |     |                 |  |

| 1984. július 31. 18:30 | Egyesült Államok (USA) | 3–0 | Tunézia (TUN) |  |
| 1984. július 31. 18:30 | (15–3, 15–2, 15–3)     |     |               |  |

| 1984. augusztus 2. 18:30 | Dél-Korea (KOR)     | 0–3 | Egyesült Államok (USA) |  |
| 1984. augusztus 2. 18:30 | (13–15, 9–15, 6–15) |     |                        |  |

| 1984. augusztus 6. 18:30 | Egyesült Államok (USA) | 0–3 | Brazília (BRA) |  |
| 1984. augusztus 6. 18:30 | (10–15, 11–15, 2–15)   |     |                |  |

Elődöntő
| 1984. augusztus 8. 18:30 | Kanada (CAN)        | 0–3 | Egyesült Államok (USA) |  |
| 1984. augusztus 8. 18:30 | (6–15, 10–15, 7–15) |     |                        |  |

Döntő
| 1984. augusztus 10. 18:30 | Egyesült Államok (USA) | 3–0 | Brazília (BRA) |  |
| 1984. augusztus 10. 18:30 | (15–6, 15–6, 15–7)     |     |                |  |

| Csapat                 | Helyezés |
| ---------------------- | -------- |
| Egyesült Államok (USA) |          |

### Női
| Amerikai női röplabdacsapat-játékoskeret                                                         | Amerikai női röplabdacsapat-játékoskeret                                                         |
| ------------------------------------------------------------------------------------------------ | ------------------------------------------------------------------------------------------------ |
| - Paula Weishoff - Sue Woodstra - Rita Crockett - Laurie Flachmeier - Carolyn Becker - Flo Hyman | - Rose Magers - Julie Vollertsen - Debbie Green - Kim Ruddins - Jeanne Beauprey - Linda Chisholm |

#### Eredmények
Csoportkör
A csoport
|                        |      | Mérkőzések | Mérkőzések | Szettek | Szettek | Szettek | Pontok | Pontok | Pontok |
| Csapat                 | Pont | Gy         | V          | Sz+     | Sz–     | SzA     | P+     | P–     | PA     |
| ---------------------- | ---- | ---------- | ---------- | ------- | ------- | ------- | ------ | ------ | ------ |
| Egyesült Államok (USA) | 6    | 3          | 0          | 9       | 3       | 3,000   | 167    | 139    | 1,201  |
| Kína (CHN)             | 5    | 2          | 1          | 7       | 3       | 2,333   | 144    | 101    | 1,426  |
| NSZK (FRG)             | 4    | 1          | 2          | 3       | 6       | 0,500   | 93     | 126    | 0,738  |
| Brazília (BRA)         | 3    | 0          | 3          | 2       | 9       | 0,222   | 120    | 158    | 0,759  |

| 1984. július 30. 18:30 | Egyesült Államok (USA) | 3–0 | NSZK (FRG) |  |
| 1984. július 30. 18:30 | (17–15, 15–8, 15–10)   |     |            |  |

| 1984. augusztus 1. 18:30 | Egyesült Államok (USA)            | 3–2 | Brazília (BRA) |  |
| 1984. augusztus 1. 18:30 | (12–15, 10–15, 15–5, 15–5, 15–12) |     |                |  |

| 1984. augusztus 3. 10:00 | Kína (CHN)                  | 1–3 | Egyesült Államok (USA) |  |
| 1984. augusztus 3. 10:00 | (13–15, 15–7, 14–16, 12–15) |     |                        |  |

Elődöntő
| 1984. augusztus 5. 18:30 | Peru (PER)           | 0–3 | Egyesült Államok (USA) |  |
| 1984. augusztus 5. 18:30 | (14–15, 9–15, 10–15) |     |                        |  |

Döntő
| 1984. augusztus 9. 20:00 | Kína (CHN)          | 3–0 | Egyesült Államok (USA) |  |
| 1984. augusztus 9. 20:00 | (16–14, 15–3, 15–9) |     |                        |  |

| Csapat                 | Helyezés |
| ---------------------- | -------- |
| Egyesült Államok (USA) |          |

## Sportlövészet
Férfi
| Versenyző     | Versenyszám           | Pont | Helyezés |
| ------------- | --------------------- | ---- | -------- |
| Allyn Johnson | Gyorstüzelő pisztoly  | 586  | 20.      |
| John McNally  | Gyorstüzelő pisztoly  | 581  | 26.      |
| Erich Buljung | Szabadpisztoly        | 558  | 9.       |
| Don Nygord    | Szabadpisztoly        | 554  | 14.      |
| John Rost     | Légpuska              | 583  | 6.       |
| Glenn Dubis   | Légpuska              | 579  | 15.      |
| Glenn Dubis   | Sportpuska, összetett | 1151 | 6.       |
| Ed Etzel      | Sportpuska, összetett | 1142 | 15.      |
| Ed Etzel      | Sportpuska, fekvő     | 599  |          |
| Donald Durbin | Sportpuska, fekvő     | 592  | 13.      |
| Randy Stewart | Futócéllövészet       | 575  | 9.       |
| Todd Bensley  | Futócéllövészet       | 572  | 13.      |

Női
| Versenyző            | Versenyszám           | Pont                 | Helyezés |
| -------------------- | --------------------- | -------------------- | -------- |
| Ruby Fox             | Sportpisztoly         | 585 (szétlövés: 197) |          |
| Kim Dyer             | Sportpisztoly         | 574                  | 13.      |
| Pat Spurgin          | Légpuska              | 393                  |          |
| Mary Anne Schweitzer | Légpuska              | 379                  | 18.      |
| Wanda Jewell         | Sportpuska, összetett | 578                  |          |
| Gloria Parmentier    | Sportpuska, összetett | 576                  | 4.       |

Nyílt
| Versenyző        | Versenyszám | Pont     | Helyezés |
| ---------------- | ----------- | -------- | -------- |
| Dan Carlisle     | Trap        | 192 (22) |          |
| Walter Zobell    | Trap        | 181      | 22.      |
| Matt Dryke       | Skeet       | 198      |          |
| Michael Thompson | Skeet       | 185      | 38.      |

## Súlyemelés
| Versenyző         | Versenyszám | Szakítás                 | Szakítás                 | Lökés    | Lökés    | Összesen | Helyezés |
| Versenyző         | Versenyszám | Eredmény                 | Helyezés                 | Eredmény | Helyezés | Összesen | Helyezés |
| ----------------- | ----------- | ------------------------ | ------------------------ | -------- | -------- | -------- | -------- |
| Albert Hood       | 56 kg       | 112,5                    | 3.                       | 130,0    | 11.      | 242,5    | 8.       |
| Donald Abrahamson | 67,5 kg     | 122,5                    | 11.                      | 155,0    | 13.      | 277,5    | 13.      |
| Arn Kritsky       | 82,5 kg     | 140,0                    | 9.                       | 175,0    | 8.       | 315,0    | 9.       |
| Tommy Calandro    | 90 kg       | 142,5                    | 21.                      | 172,5    | 20.      | 315,0    | 19.      |
| Derrick Crass     | 90 kg       | érvényes kísérlet nélkül | érvényes kísérlet nélkül | kiesett  | kiesett  | kiesett  | kiesett  |
| Ken Clark         | 100 kg      | 155,0                    | 9.                       | 197,5    | 4.       | 352,5    | 5.       |
| Rich Shanko       | 100 kg      | 155,0                    | 9.                       | 195,0    | 6.       | 350,0    | 7.       |
| Guy Carlton       | 110 kg      | 167,5                    | 3.                       | 210,0    | 3.       | 377,5    |          |
| Ric Eaton         | 110 kg      | 152,5                    | 9.                       | 200,0    | 5.       | 352,5    | 6.       |
| Mario Martinez    | +110 kg     | 185,0                    | 1.                       | 225,0    | 2.       | 410,0    |          |

## Szinkronúszás
| Versenyző                         | Versenyszám | Selejtező           | Selejtező           | Selejtező       | Selejtező  | Selejtező  | Döntő           | Döntő      | Döntő      |
| Versenyző                         | Versenyszám | Technikai gyakorlat | Technikai gyakorlat | Zenés gyakorlat | Összesítés | Összesítés | Zenés gyakorlat | Összesítés | Összesítés |
| Versenyző                         | Versenyszám | Pont                | Hely.               | Pont            | Pont       | Hely.      | Pont            | Pont       | Helyezés   |
| --------------------------------- | ----------- | ------------------- | ------------------- | --------------- | ---------- | ---------- | --------------- | ---------- | ---------- |
| Tracie Ruiz-Conforto              | Egyéni      | 99,467              | 1.                  | 98,20           | 197,667    | 1.         | 99,00           | 198,467    |            |
| Candy Costie                      | Egyéni      | 93,700              | 5.                  | kiesett         | kiesett    | kiesett    | kiesett         | kiesett    | kiesett    |
| Sarah Josephson                   | Egyéni      | 93,267              | 6.                  | kiesett         | kiesett    | kiesett    | kiesett         | kiesett    | kiesett    |
| Tracie Ruiz-Conforto Candy Costie | Páros       | 96,584              | 1.                  | 98,40           | 194,984    | 1.         | 99,00           | 195,584    |            |

## Torna
Férfi
| Versenyző                                                                    | Versenyszám      | Selejtező | Selejtező | Döntő    | Döntő    |
| Versenyző                                                                    | Versenyszám      | Pontszám  | Helyezés  | Pontszám | Helyezés |
| ---------------------------------------------------------------------------- | ---------------- | --------- | --------- | -------- | -------- |
| Peter Vidmar                                                                 | Talaj            | 19,60     | 9.        | 19,550   | 7.       |
| Peter Vidmar                                                                 | Ugrás            | 19,65     | 10.       | kiesett  | kiesett  |
| Peter Vidmar                                                                 | Korlát           | 19,80     | 4.        | kiesett  | kiesett  |
| Peter Vidmar                                                                 | Nyújtó           | 19,90     | 3.        | 19,850   | 4.       |
| Peter Vidmar                                                                 | Gyűrű            | 19,70     | 4.        | 19,750   | 4.       |
| Peter Vidmar                                                                 | Lólengés         | 19,90     | 1.        | 19,950   | *        |
| Peter Vidmar                                                                 | Egyéni összetett | 118,55    | 1.        | 118,675  |          |
| Mitch Gaylord                                                                | Talaj            | 19,45     | 16.       | kiesett  | kiesett  |
| Mitch Gaylord                                                                | Ugrás            | 19,85     | 2.        | 19,825   | ***      |
| Mitch Gaylord                                                                | Korlát           | 19,90     | 1.        | 19,850   |          |
| Mitch Gaylord                                                                | Nyújtó           | 19,35     | 37.       | kiesett  | kiesett  |
| Mitch Gaylord                                                                | Gyűrű            | 19,85     | 1.        | 19,825   |          |
| Mitch Gaylord                                                                | Lólengés         | 19,75     | 4.        | kiesett  | kiesett  |
| Mitch Gaylord                                                                | Egyéni összetett | 118,15    | 6.        | 118,525  | 5.       |
| Bart Conner                                                                  | Talaj            | 19,85     | 1.        | 19,675   | 5.       |
| Bart Conner                                                                  | Ugrás            | 19,65     | 10.       | kiesett  | kiesett  |
| Bart Conner                                                                  | Korlát           | 19,90     | 1.        | 19,950   |          |
| Bart Conner                                                                  | Nyújtó           | 19,80     | 8.        | kiesett  | kiesett  |
| Bart Conner                                                                  | Gyűrű            | 19,55     | 12.       | kiesett  | kiesett  |
| Bart Conner                                                                  | Lólengés         | 19,55     | 7.        | kiesett  | kiesett  |
| Bart Conner                                                                  | Egyéni összetett | 118,30    | 4.        | 118,350  | 6.       |
| Tim Daggett                                                                  | Talaj            | 19,25     | 30.       | kiesett  | kiesett  |
| Tim Daggett                                                                  | Ugrás            | 19,50     | 32.       | kiesett  | kiesett  |
| Tim Daggett                                                                  | Korlát           | 19,70     | 9.        | kiesett  | kiesett  |
| Tim Daggett                                                                  | Nyújtó           | 19,90     | 3.        | 19,850   | 4.       |
| Tim Daggett                                                                  | Gyűrű            | 19,65     | 6.        | kiesett  | kiesett  |
| Tim Daggett                                                                  | Lólengés         | 19,85     | 3.        | 19,825   |          |
| Tim Daggett                                                                  | Egyéni összetett | 117,85    | 8.        | kiesett  | kiesett  |
| Jim Hartung                                                                  | Talaj            | 19,60     | 9.        | kiesett  | kiesett  |
| Jim Hartung                                                                  | Ugrás            | 19,80     | 3.        | 19,800   | 6.       |
| Jim Hartung                                                                  | Korlát           | 19,65     | 10.       | kiesett  | kiesett  |
| Jim Hartung                                                                  | Nyújtó           | 19,60     | 20.       | kiesett  | kiesett  |
| Jim Hartung                                                                  | Gyűrű            | 19,60     | 9.        | kiesett  | kiesett  |
| Jim Hartung                                                                  | Lólengés         | 19,50     | 9.        | kiesett  | kiesett  |
| Jim Hartung                                                                  | Egyéni összetett | 117,75    | 9.        | kiesett  | kiesett  |
| Scott Johnson                                                                | Talaj            | 19,50     | 14.       | kiesett  | kiesett  |
| Scott Johnson                                                                | Ugrás            | 19,70     | 6.        | kiesett  | kiesett  |
| Scott Johnson                                                                | Korlát           | 19,40     | 17.       | kiesett  | kiesett  |
| Scott Johnson                                                                | Nyújtó           | 19,15     | 51.       | kiesett  | kiesett  |
| Scott Johnson                                                                | Gyűrű            | 19,50     | 15.       | kiesett  | kiesett  |
| Scott Johnson                                                                | Lólengés         | 19,35     | 17.       | kiesett  | kiesett  |
| Scott Johnson                                                                | Egyéni összetett | 116,60    | 16.       | kiesett  | kiesett  |
| Peter Vidmar Bart Conner Mitch Gaylord Tim Daggett Jim Hartung Scott Johnson | Csapat összetett |           |           | 591,40   |          |

Női
| Versenyző                                                                                    | Versenyszám      | Selejtező | Selejtező | Döntő    | Döntő    |
| Versenyző                                                                                    | Versenyszám      | Pontszám  | Helyezés  | Pontszám | Helyezés |
| -------------------------------------------------------------------------------------------- | ---------------- | --------- | --------- | -------- | -------- |
| Mary Lou Retton                                                                              | Talaj            | 19,85     | 3.        | 19,775   |          |
| Mary Lou Retton                                                                              | Ugrás            | 19,90     | 1.        | 19,850   |          |
| Mary Lou Retton                                                                              | Felemás korlát   | 19,70     | 3.        | 19,800   |          |
| Mary Lou Retton                                                                              | Gerenda          | 19,60     | 4.        | 19,550   | 4.       |
| Mary Lou Retton                                                                              | Egyéni összetett | 79,05     | 1.        | 79,175   |          |
| Julianne McNamara                                                                            | Talaj            | 19,90     | 2.        | 19,950   |          |
| Julianne McNamara                                                                            | Ugrás            | 19,55     | 11.       | kiesett  | kiesett  |
| Julianne McNamara                                                                            | Felemás korlát   | 19,90     | 1.        | 19,950   | *        |
| Julianne McNamara                                                                            | Gerenda          | 19,05     | 17.       | kiesett  | kiesett  |
| Julianne McNamara                                                                            | Egyéni összetett | 78,40     | 3.        | 78,400   | 4.       |
| Kathy Johnson                                                                                | Talaj            | 19,45     | 10.       | kiesett  | kiesett  |
| Kathy Johnson                                                                                | Ugrás            | 19,65     | 5.        | kiesett  | kiesett  |
| Kathy Johnson                                                                                | Felemás korlát   | 19,40     | 8.        | kiesett  | kiesett  |
| Kathy Johnson                                                                                | Gerenda          | 19,60     | 4.        | 19,650   |          |
| Kathy Johnson                                                                                | Egyéni összetett | 78,10     | 6.        | 77,450   | 10.      |
| Michelle Dusserre                                                                            | Talaj            | 19,60     | 5.        | kiesett  | kiesett  |
| Michelle Dusserre                                                                            | Ugrás            | 19,50     | 13.       | kiesett  | kiesett  |
| Michelle Dusserre                                                                            | Felemás korlát   | 19,65     | 4.        | kiesett  | kiesett  |
| Michelle Dusserre                                                                            | Gerenda          | 18,80     | 24.       | kiesett  | kiesett  |
| Michelle Dusserre                                                                            | Egyéni összetett | 77,55     | 12.       | kiesett  | kiesett  |
| Tracee Talavera                                                                              | Talaj            | 19,40     | 15.       | kiesett  | kiesett  |
| Tracee Talavera                                                                              | Ugrás            | 19,70     | 4.        | 19,700   | 4.       |
| Tracee Talavera                                                                              | Felemás korlát   | 19,20     | 13.       | kiesett  | kiesett  |
| Tracee Talavera                                                                              | Gerenda          | 18,80     | 24.       | kiesett  | kiesett  |
| Tracee Talavera                                                                              | Egyéni összetett | 77,10     | 16.       | kiesett  | kiesett  |
| Pam Bileck                                                                                   | Talaj            | 19,50     | 7.        | kiesett  | kiesett  |
| Pam Bileck                                                                                   | Ugrás            | 19,40     | 16.       | kiesett  | kiesett  |
| Pam Bileck                                                                                   | Felemás korlát   | 18,60     | 33.       | kiesett  | kiesett  |
| Pam Bileck                                                                                   | Gerenda          | 19,30     | 10.       | kiesett  | kiesett  |
| Pam Bileck                                                                                   | Egyéni összetett | 76,80     | 17.       | kiesett  | kiesett  |
| Mary Lou Retton Julianne McNamara Kathy Johnson Michelle Dusserre Tracee Talavera Pam Bileck | Csapat összetett |           |           | 391,20   |          |

* - egy másik versenyzővel azonos eredményt ért el

*** - három másik versenyzővel azonos eredményt ért el

### Ritmikus gimnasztika
| Versenyző       | Versenyszám | Selejtező | Selejtező | Döntő  | Döntő    |
| Versenyző       | Versenyszám | Pont      | Hely.     | Pont   | Helyezés |
| --------------- | ----------- | --------- | --------- | ------ | -------- |
| Valerie Zimring | Egyéni      | 36,90     | 12.       | 56,250 | 11.      |
| Michelle Berube | Egyéni      | 36,20     | 17.       | 55,800 | 14.      |

## Úszás
Férfi
| Versenyző                                                                                                | Versenyszám            | Előfutam | Előfutam | Előfutam | Döntő   | Döntő    | Döntő   | Helyezés |
| Versenyző                                                                                                | Versenyszám            | Idő      | Hely.    | Össz.    | Típus   | Idő      | Hely.   | Helyezés |
| --- | ---------------------- | -------- | -------- | -------- | ------- | -------- | ------- | -------- |
| Rowdy Gaines                                                                                             | 100 m gyors            | 50,41    | 1.       | 3.       | A       | 49,80    | 1.      |          |
| Michael Heath                                                                                            | 100 m gyors            | 50,39    | 1.       | 2.       | A       | 50,41    | 4.      | 4.       |
| Michael Heath                                                                                            | 200 m gyors            | 1:49,87  | 1.       | 2.       | A       | 1:49,10  | 2.      |          |
| Jeff Float                                                                                               | 200 m gyors            | 1:50,95  | 1.       | 5.       | A       | 1:50,18  | 4.      | 4.       |
| John Mykkanen                                                                                            | 400 m gyors            | 3:53,43  | 1.       | 2.       | A       | 3:51,49  | 2.      |          |
| George DiCarlo                                                                                           | 400 m gyors            | 3:53,44  | 1.       | 3.       | A       | 3:51,23  | 1.      |          |
| George DiCarlo                                                                                           | 1500 m gyors           | 15:22,88 | 1.       | 4.       | A       | 15:10,59 | 2.      |          |
| Mike O’Brien                                                                                             | 1500 m gyors           | 15:21,04 | 1.       | 1.       | A       | 15:05,20 | 1.      |          |
| Dave Wilson                                                                                              | 100 m hát              | 56,71    | 1.       | 2.       | A       | 56,35    | 2.      |          |
| Rick Carey                                                                                               | 100 m hát              | 55,74    | 1.       | 1.       | A       | 55,79    | 1.      |          |
| Rick Carey                                                                                               | 200 m hát              | 1:58,99  | 1.       | 1.       | A       | 2:00,23  | 1.      |          |
| Jesse Vassallo                                                                                           | 200 m hát              | 2:04,51  | 2.       | 9.       | kiesett | kiesett  | kiesett | kiesett  |
| Jesse Vassallo                                                                                           | 400 m vegyes           | 4:23,82  | 2.       | 6.       | A       | 4:21,46  | 4.      | 4.       |
| Jeff Kostoff                                                                                             | 400 m vegyes           | 4:22,55  | 2.       | 2.       | A       | 4:23,28  | 6.      | 6.       |
| Steve Lundquist                                                                                          | 200 m vegyes           | 2:06,10  | 1.       | 6.       | A       | 2:04,91  | 5.      | 5.       |
| Steve Lundquist                                                                                          | 100 m mell             | 1:03,55  | 1.       | 5.       | A       | 1:01,65  | 1.      |          |
| John Moffet                                                                                              | 100 m mell             | 1:02,16  | 1.       | 1.       | A       | 1:03,29  | 5.      | 5.       |
| Rich Schroeder                                                                                           | 200 m mell             | 2:19,23  | 1.       | 5.       | A       | 2:18,03  | 4.      | 4.       |
| Matt Gribble                                                                                             | 100 m pillangó         | 55,39    | 2.       | 11.      | kiesett | kiesett  | kiesett | kiesett  |
| Pablo Morales                                                                                            | 100 m pillangó         | 53,78    | 1.       | 1.       | A       | 53,23    | 2.      |          |
| Pablo Morales                                                                                            | 200 m vegyes           | 2:04,32  | 2.       | 3.       | A       | 2:03,05  | 2.      |          |
| Pablo Morales                                                                                            | 200 m pillangó         | 1:59,19  | 1.       | 3.       | A       | 1:57,75  | 4.      | 4.       |
| Pat Kennedy                                                                                              | 200 m pillangó         | 2:00,28  | 1.       | 8.       | A       | 2:01,03  | 8.      | 8.       |
| Chris Cavanaugh Michael Heath Matt Biondi Rowdy Gaines Tom Jager Robin Leamy                             | 4 × 100 m gyorsváltó   | 3:20,14  | 2.       | 2.       | A       | 3:19,03  | 1.      |          |
| Michael Heath David Larson Jeff Float Bruce Hayes Geoff Gaberino Rich Saeger                             | 4 × 200 m gyorsváltó   | 7:18,87  | 1.       | 1.       | A       | 7:15,69  | 1.      |          |
| Rick Carey Steve Lundquist Pablo Morales Rowdy Gaines Dave Wilson Rich Schroeder Michael Heath Tom Jager | 4 × 100 m vegyes váltó | 3:44,33  | 2.       | 2.       | A       | 3:39,30  | 1.      |          |

Női
| Versenyző | Versenyszám            | Előfutam | Előfutam | Előfutam | Döntő | Döntő   | Döntő | Helyezés |
| Versenyző | Versenyszám            | Idő      | Hely.    | Össz.    | Típus | Idő     | Hely. | Helyezés |
| --- | ---------------------- | -------- | -------- | -------- | ----- | ------- | ----- | -------- |
| Carrie Steinseifer | 100 m gyors            | 56,46    | 1.       | 23.      | A     | 55,92   | 1.*   | *        |
| Nancy Hogshead | 100 m gyors            | 55,85    | 1.       | 21.      | A     | 55,92   | 1.*   | *        |
| Nancy Hogshead | 200 m pillangó         | 2:12,10  | 2.       | 4.       | A     | 2:11,98 | 4.    | 4.       |
| Nancy Hogshead | 200 m vegyes           | 2:16,29  | 1.       | 2.       | A     | 2:15,17 | 2.    |          |
| Tracy Caulkins | 200 m vegyes           | 2:14,47  | 1.       | 1.       | A     | 2:12,64 | 1.    |          |
| Tracy Caulkins | 400 m vegyes           | 4:44,42  | 1.       | 1.       | A     | 4:39,24 | 1.    |          |
| Tracy Caulkins | 100 m mell             | 1:11,99  | 1.       | 8.       | A     | 1:10,88 | 4.    | 4.       |
| Susan Rapp | 100 m mell             | 1:11,63  | 2.       | 5.       | A     | 1:11,45 | 7.    | 7.       |
| Susan Rapp | 200 m mell             | 2:33,46  | 2.       | 4.       | A     | 2:31,15 | 2.    |          |
| Kim Rhodenbaugh | 200 m mell             | 2:35,54  | 3.       | 7.*      | A     | 2:35,51 | 8.    | 8.       |
| Mary Wayte | 200 m gyors            | 2:00,69  | 1.       | 1.       | A     | 1:59,23 | 1.    |          |
| Sippy Woodhead | 200 m gyors            | 2:00,85  | 1.       | 2.       | A     | 1:59,50 | 2.    |          |
| Kim Linehan | 400 m gyors            | 4:15,08  | 1.       | 3.       | A     | 4:12,26 | 4.    | 4.       |
| Tiffany Cohen | 400 m gyors            | 4:11,49  | 1.       | 1.       | A     | 4:07,10 | 1.    |          |
| Tiffany Cohen | 800 m gyors            | 8:41,86  | 1.       | 5.       | A     | 8:24,95 | 1.    |          |
| Michelle Richardson | 800 m gyors            | 8:32,64  | 1.       | 1.       | A     | 8:30,73 | 2.    |          |
| Theresa Andrews | 100 m hát              | 1:02,94  | 1.       | 2.*      | A     | 1:02,55 | 1.    |          |
| Betsy Mitchell | 100 m hát              | 1:02,53  | 1.       | 1.       | A     | 1:02,63 | 2.    |          |
| Amy White | 200 m hát              | 2:15,40  | 1.       | 3.       | A     | 2:13,04 | 2.    |          |
| Tori Trees | 200 m hát              | 2:16,23  | 1.       | 5.       | A     | 2:15,73 | 5.    | 5.       |
| Jenna Johnson | 100 m pillangó         | 59,99    | 1.       | 2.       | A     | 1:00,19 | 2.    |          |
| Mary T. Meagher | 100 m pillangó         | 59,05    | 1.       | 1.       | A     | 59,26   | 1.    |          |
| Mary T. Meagher | 200 m pillangó         | 2:11,48  | 1.       | 1.       | A     | 2:06,90 | 1.    |          |
| Sue Heon | 400 m vegyes           | 4:51,32  | 1.       | 2.       | A     | 4:49,41 | 4.    | 4.       |
| Jenna Johnson Carrie Steinseifer Dara Torres Nancy Hogshead Jill Sterkel Mary Wayte                                      | 4 × 100 m gyorsváltó   | 3:43,56  | 1.       | 1.       | A     | 3:43,43 | 1.    |          |
| Theresa Andrews Tracy Caulkins Mary T. Meagher Nancy Hogshead Betsy Mitchell Susan Rapp Jenna Johnson Carrie Steinseifer | 4 × 100 m vegyes váltó | 4:09,23  | 1.       | 1.       | A     | 4:08,34 | 1.    |          |

* - egy másik versenyzővel azonos eredményt ért el

## Vitorlázás
Férfi
| Versenyző    | Versenyszám     | Futam | Futam | Futam | Futam | Futam | Futam | Futam  | Pontszám | Helyezés |
| Versenyző    | Versenyszám     | 1     | 2     | 3     | 4     | 5     | 6     | 7      | Pontszám | Helyezés |
| ------------ | --------------- | ----- | ----- | ----- | ----- | ----- | ----- | ------ | -------- | -------- |
| Scott Steele | Szörfvitorlázás | 13,0  | 0,0   | 3,0   | 0,0   | 15,0  | 15,0  | (20,0) | 46,0     |          |

Nyílt
| Versenyző                            | Versenyszám     | Futam   | Futam  | Futam  | Futam | Futam  | Futam | Futam      | Pontszám | Helyezés |
| Versenyző                            | Versenyszám     | 1       | 2      | 3      | 4     | 5      | 6     | 7          | Pontszám | Helyezés |
| ------------------------------------ | --------------- | ------- | ------ | ------ | ----- | ------ | ----- | ---------- | -------- | -------- |
| John Bertrand                        | Finn dingi      | (35,0*) | 10,0   | 0,0    | 0,0   | 3,0    | 10,0  | 14,0       | 37,0     |          |
| Chris Steinfeld Steve Benjamin       | 470-es osztály  | 16,0    | 3,0    | 0,0    | 8,0   | (35,0) | 13,0  | 3,0        | 43,0     |          |
| Steven Erickson William Earl Buchan  | Csillaghajó     | 0,0     | 15,0   | (26,0) | 3,0   | 11,7   | 0,0   | 0,0        | 29,7     |          |
| Jay Glaser Randy Smyth               | Tornádó         | 0,0     | (27,0) | 13,0   | 0,0   | 8,0    | 0,0   | 16,0       | 37,0     |          |
| Ed Trevelyan Robbie Haines Rod Davis | Soling          | 0,0     | (15,0) | 5,7    | 10,0  | 0,0    | 3,0   | nem indult | 33,7     |          |
| Jonathan McKee William Carl Buchan   | Repülő hollandi | 3,0     | 0,0    | 3,0    | 5,7   | 0,0    | 8,0   | (11,7)     | 19,7     |          |

* - kizárták

## Vívás
Férfi
| Versenyző                                                             | Versenyszám       | Selejtező | Selejtező | Selejtező | Selejtező | Selejtező | Selejtező | Főtábla                      | Főtábla                             | Vigaszág                   | Vigaszág                    | Negyeddöntő                 | Elődöntő                          | Döntő                                      | Helyezés |
| Versenyző                                                             | Versenyszám       | 1. kör | 1. kör    | 2. kör | 2. kör    | 3. kör | 3. kör    | 1. kör                       | 2. kör                              | 1. kör                     | 2. kör                      | Negyeddöntő                 | Elődöntő                          | Döntő                                      | Helyezés |
| Versenyző                                                             | Versenyszám       | Ellenfél Eredmény | Hely.     | Ellenfél Eredmény | Hely.     | Ellenfél Eredmény | Hely.     | Ellenfél Eredmény            | Ellenfél Eredmény                   | Ellenfél Eredmény          | Ellenfél Eredmény           | Ellenfél Eredmény           | Ellenfél Eredmény                 | Ellenfél Eredmény                          | Helyezés |
| --------------------------------------------------------------------- | ----------------- | --- | --------- | --- | --------- | --- | --------- | ---------------------------- | ----------------------------------- | -------------------------- | --------------------------- | --------------------------- | --------------------------------- | ------------------------------------------ | -------- |
| Peter Lewison                                                         | Tőr, egyéni       | 8. csoport · Henri Darricau (LIB) · 5–3 · Khaled Fahd Al-Rasheed (KSA) · 5–2 · Csu Si-seng (Chu Shisheng) (CHN) · 5–1 · Frédéric Pietruszka (FRA) · 1–5 · Pierre Harper (GBR) · 3–5 | 3.        | 8. csoport · Peter Joos (BEL) · 2–5 · Sergio Turiace (ARG) · 5–1 · Pierre Harper (GBR) · 5–4 · Joachim Wendt (AUT) · 5–4                                                               | 2.        | 4. csoport · Peter Joos (BEL) · 5–3 · Greg Benko (AUS) · 5–4 · Frédéric Pietruszka (FRA) · 4–5 · Csu Si-seng (Chu Shisheng) (CHN) · 0–5 · Matthias Gey (FRG) · 2–5    | 4.        | Matthias Gey (FRG) · 7–10    |                                     | Itzhak Hatuel (ISR) · 10–8 | Andrea Borella (ITA) · 4–10 | kiesett                     | kiesett                           | kiesett                                    | 11.      |
| Greg Massialas                                                        | Tőr, egyéni       | 10. csoport · Thierry Soumagne (BEL) · 3–5 · Kifah Al-Mutawa (KUW) · 5–3 · Lai Yee Lap (HKG) · 5–1 · Bilal Rifaat (EGY) · 5–3 · Bill Gosbee (GBR) · 5–2                             | 2.        | 5. csoport · Nick Bell (GBR) · 4–5 · Abdel Monem El-Husseini (EGY) · 5–4 · Kuki Péter (ROU) · 3–5 · Matthias Behr (FRG) · 3–5                                                          | 4.        | kiesett | kiesett   | kiesett                      | kiesett                             | kiesett                    | kiesett                     | kiesett                     | kiesett                           | kiesett                                    | 28.      |
| Mike McCahey                                                          | Tőr, egyéni       | 9. csoport · Ahmed Diab (EGY) · 2–5 · Caj Hszing-hsziang (Tsai Shing-Hsiang) (TPE) · 5–2 · Khaled Al-Awadhi (KUW) · 5–3 · Peter Joos (BEL) · 5–2 · Kuki Péter (ROU) · 4–5           | 3.        | 6. csoport · Khaled Al-Awadhi (KUW) · 5–1 · Umezava Kenicsi (JPN) · 3–5 · Bill Gosbee (GBR) · 2–5 · Robert Blaschka (AUT) · 1–5                                                        | 4.        | kiesett | kiesett   | kiesett                      | kiesett                             | kiesett                    | kiesett                     | kiesett                     | kiesett                           | kiesett                                    | 30.      |
| Stephen Trevor                                                        | Párbajtőr, egyéni | 2. csoport · Csao Cse-csung (Zhao Zhizhong) (CHN) · 3–5 · Saul Mendoza (BOL) · 5–2 · Abdel Monem Salem (EGY) · 5–3 · Angelo Mazzoni (ITA) · 5–3 ·                                   | 1.        | 1. csoport · Ali Murat Dizioğlu (TUR) · 2–5 · Gilberto Peña (PUR) · 5–2 · Jean-Marc Chouinard (CAN) · 5–2 · Angelo Mazzoni (ITA) · 5–2 · Volker Fischer (FRG) · 5–3                    | 2.        | 1. csoport · Daniel Perreault (CAN) · 3–5 · Bård Vonen (NOR) · 5–3 · Elmar Borrmann (FRG) · 5–3 · Philippe Riboud (FRA) · 0–5 · Sandro Cuomo (ITA) · 1–5              | 5.        | kiesett                      | kiesett                             | kiesett                    | kiesett                     | kiesett                     | kiesett                           | kiesett                                    | 17.      |
| Robert Marx                                                           | Párbajtőr, egyéni | 10. csoport · I Ilhi (Lee Il-Hui) (KOR) · 5–4 · Mohamed Ahmed Abu Ali (KSA) · 5–3 · Thierry Soumagne (BEL) · 5–0 · Sergio Luchetti (ARG) · 5–3 · Volker Fischer (FRG) · 4–5         | 2.        | 7. csoport · I Ilhi (Lee Il-Hui) (KOR) · 4–5 · Cung Hsziang-csing (Zong Xiangqing) (CHN) · 1–5 · Hannes Lembacher (AUT) · 5–1 · Martin Brill (NZL) · 5–3 · Philippe Boisse (FRA) · 5–4 | 2.        | 4. csoport · Cuj Ji-ning (Cui Yining) (CHN) · 5–5 · Volker Fischer (FRG) · 5–4 · Stefano Bellone (ITA) · 3–5 · Martin Brill (NZL) · 4–5 · Philippe Boisse (FRA) · 3–5 | 5.        | kiesett                      | kiesett                             | kiesett                    | kiesett                     | kiesett                     | kiesett                           | kiesett                                    | 18.      |
| Lee Shelley                                                           | Párbajtőr, egyéni | 3. csoport · Csaba Gaspar (ARG) · 5–3 · John Llewellyn (GBR) · 5–4 · Khaled Soliman (EGY) · 3–5 · Elmar Borrmann (FRG) · 3–5                                                        | 4.        | 2. csoport · Gabriel Nigon (SUI) · 2–5 · Mohamed Al-Thuwani (KUW) · 5–1 · John Llewellyn (GBR) · 2–5 · Elmar Borrmann (FRG) · 4–5 · Michel Dessureault (CAN) · 2–5                     | 4.        | kiesett | kiesett   | kiesett                      | kiesett                             | kiesett                    | kiesett                     | kiesett                     | kiesett                           | kiesett                                    | 38.      |
| Peter Westbrook                                                       | Kard, egyéni      | 3. csoport · James Kreglo (ISV) · 5–0 · Olivier Martini (MON) · 5–4 · Atilio Tass (ARG) · 5–3 · Ioan Pop (ROU) · 4–5 · Giovanni Scalzo (ITA) · 3–5                                  | 3.        | 1. csoport · Liu Kuo-csen (Liu Guozhen) (CHN) · 5–3 · Ildemaro Sánchez (VEN) · 5–3 · Giovanni Scalzo (ITA) · 3–5 · Freddy Scholz (FRG) · 3–5                                           | 3.        | 1. csoport · John Zarno (GBR) · 5–0 · Richard Cohen (GBR) · 5–1 · Ioan Pop (ROU) · 5–3 · Hervé Granger-Veyron (FRA) · 4–5 · Gianfranco Dalla Barba (ITA) · 2–5        | 3.        | Zisis Babanasis (GRE) · 10–3 | Gianfranco Dalla Barba (ITA) · 11–9 |                            |                             | Pierre Guichot (FRA) · 10–8 | Jean-François Lamour (FRA) · 4–10 | Hervé Granger-Veyron (FRA) · 10–5          |          |
| Steve Mormando                                                        | Kard, egyéni      | 6. csoport · Ildemaro Sánchez (VEN) · 5–1 · Mark Slade (GBR) · 0–5 · Jürgen Nolte (FRG) · 4–5 · Pierre Guichot (FRA) · 1–5                                                          | 5.        | 2. csoport · Jean-Marie Banos (CAN) · 5–3 · Jürgen Nolte (FRG) · 5–4 · Richard Cohen (GBR) · 2–5 · Jean-François Lamour (FRA) · 1–5                                                    | 4.        | 4. csoport · Vang Zsuj-csi (Wang Ruiji) (CHN) · 3–5 · Hans Brandstätter (AUT) · 5–2 · Mark Slade (GBR) · 5–3 · Marin Mustaţă (ROU) · 5–2 · Freddy Scholz (FRG) · 2–5  | 2.        | Freddy Scholz (FRG) · 10–4   | Hervé Granger-Veyron (FRA) · 9–10   |                            | Pierre Guichot (FRA) · 8–10 | kiesett                     | kiesett                           | kiesett                                    | 12.      |
| Mike Lofton                                                           | Kard, egyéni      | 2. csoport · Vang Zsuj-csi (Wang Ruiji) (CHN) · 2–5 · João Marquilhas (POR) · 5–4 · John Zarno (GBR) · 5–2 · Jörg Stratmann (FRG) · 5–3 · Jean-François Lamour (FRA) · 1–5          | 2.        | 3. csoport · Claude Marcil (CAN) · 5–3 · Hans Brandstätter (AUT) · 5–4 · Cornel Marin (ROU) · 4–5 · Marco Marin (ITA) · 1–5                                                            | 4.        | 3. csoport · Ildemaro Sánchez (VEN) · 5–3 · Jürgen Nolte (FRG) · 5–1 · Csen Csin-csu (Chen Jinchu) (CHN) · 2–5 · Marco Marin (ITA) · 3–5 · Pierre Guichot (FRA) · 3–5 | 5.        | kiesett                      | kiesett                             | kiesett                    | kiesett                     | kiesett                     | kiesett                           | kiesett                                    | 17.      |
| Mike Marx Greg Massialas Peter Lewison Mark Smith Mike McCahey        | Tőr, csapat       | 1. csoport · Olaszország (ITA) · 3–9 · Egyiptom (EGY) · 9–2 | 2.        | |           | |           |                              |                                     |                            |                             | NSZK (FRG) · 2–9            | Belgium (BEL) · mérkőzés nélkül   | Az 5. helyért · Nagy-Britannia (GBR) · 9–6 | 5.       |
| Robert Marx John Moreau Peter Schifrin Lee Shelley Stephen Trevor     | Párbajtőr, csapat | 1. csoport · Franciaország (FRA) · 8 (59)–8 (59) Kína (CHN) · 4–9 · Szaúd-Arábia (KSA) · 8–5 ·                                                                                      | 3.        | |           | |           |                              |                                     |                            |                             | kiesett                     | kiesett                           | kiesett                                    | 10.      |
| Peter Westbrook Steve Mormando Phil Reilly Joel Glucksman Mike Lofton | Kard, csapat      | 1. csoport · Franciaország (FRA) · 4–9 · NSZK (FRG) · 4–9 · Kanada (CAN) · 9–1 | 3.        | |           | |           |                              |                                     |                            |                             | Románia (ROU) · 3–9         |                                   | Az 5. helyért · Kína (CHN) · 7–9           | 6.       |

Női
| Versenyző                                                                    | Versenyszám | Selejtező | Selejtező | Selejtező | Selejtező | Selejtező | Selejtező | Főtábla           | Főtábla           | Vigaszág          | Vigaszág          | Negyeddöntő       | Elődöntő          | Döntő             | Helyezés |
| Versenyző                                                                    | Versenyszám | 1. kör | 1. kör    | 2. kör | 2. kör    | 3. kör | 3. kör    | 1. kör            | 2. kör            | 1. kör            | 2. kör            | Negyeddöntő       | Elődöntő          | Döntő             | Helyezés |
| Versenyző                                                                    | Versenyszám | Ellenfél Eredmény | Hely.     | Ellenfél Eredmény | Hely.     | Ellenfél Eredmény | Hely.     | Ellenfél Eredmény | Ellenfél Eredmény | Ellenfél Eredmény | Ellenfél Eredmény | Ellenfél Eredmény | Ellenfél Eredmény | Ellenfél Eredmény | Helyezés |
| ---------------------------------------------------------------------------- | ----------- | --- | --------- | --- | --------- | --- | --------- | ----------------- | ----------------- | ----------------- | ----------------- | ----------------- | ----------------- | ----------------- | -------- |
| Debra Waples                                                                 | Tőr, egyéni | 1. csoport · Alayna Snell (ISV) · 5–2 · Lourdes Lozano (MEX) · 5–1 · Kerstin Palm (SWE) · 5–3 · Madeleine Philion (CAN) · 2–5 · Dorina Vaccaroni (ITA) · 3–5 · Sabine Bischoff (FRG) · 2–5                         | 4.        | 2. csoport · Oikava Azusza (JPN) · 5–2 · Fiona McIntosh (GBR) · 2–5 · Véronique Brouquier (FRA) · 3–5 · Luan Csü-csie (Luan Jujie) (CHN) · 1–5 | 4.        | 3. csoport · Aurora Dan (ROU) · 5–0 · Nili Drori (ISR) · 1–5 · Linda Ann Martin (GBR) · 2–5 · Dorina Vaccaroni (ITA) · 1–5 · Li Hua-hua (Li Huahua) (CHN) · 0–5      | 6.        | kiesett           | kiesett           | kiesett           | kiesett           | kiesett           | kiesett           | kiesett           | 20.      |
| Vincent Bradford                                                             | Tőr, egyéni | 3. csoport · Maekava Mijuki (JPN) · 5–4 · Brigitte Latrille-Gaudin (FRA) · 5–2 · María Alicia Sinigaglia (ARG) · 3–5 · Nili Drori (ISR) · 4–5 · Elisabeta Guzganu-Tufan (ROU) · 0–5 · Christiane Weber (FRG) · 0–5 | 5.        | 6. csoport · Jacynthe Poirier (CAN) · 5–1 · Linda Ann Martin (GBR) · 1–5 · Brigitte Latrille-Gaudin (FRA) · 3–5 · Christiane Weber (FRG) · 2–5 | 4.        | 4. csoport · Marcela Moldovan-Zsak (ROU) · 4–5 · Kerstin Palm (SWE) · 3–5 · Liz Thurley (GBR) · 2–5 · Véronique Brouquier (FRA) · 1–5 · Cornelia Hanisch (FRG) · 1–5 | 6.        | kiesett           | kiesett           | kiesett           | kiesett           | kiesett           | kiesett           | kiesett           | 23.      |
| Jana Angelakis                                                               | Tőr, egyéni | 2. csoport · O Szungszun (O Seung-Sun) (KOR) · 2–5 · Sandra Giancola (ARG) · 5–4 · Andrea Chaplin (AUS) · 5–2 · Aurora Dan (ROU) · 5–2 · Linda Ann Martin (GBR) · 4–5 · Luan Csü-csie (Luan Jujie) (CHN) · 3–5     | 4.        | 1. csoport · Carola Cicconetti (ITA) · 1–5 · Marcela Moldovan-Zsak (ROU) · 4–5 · Nili Drori (ISR) · 4–5 · Sabine Bischoff (FRG) · 3–5          | 5.        | kiesett | kiesett   | kiesett           | kiesett           | kiesett           | kiesett           | kiesett           | kiesett           | kiesett           | 28.      |
| Vincent Bradford Sharon Monplaisir Susan Badders Debra Waples Jana Angelakis | Tőr, csapat | 3. csoport · NSZK (FRG) · 1–9 · Olaszország (ITA) · 0–9 · Japán (JPN) · 1–9 | 4.        | |           | |           |                   |                   |                   |                   | kiesett           | kiesett           | kiesett           | 7.       |

## Vízilabda
| Amerikai férfi vízilabdacsapat-játékoskeret                                                                | Amerikai férfi vízilabdacsapat-játékoskeret                                                 |
| --- | ------------------------------------------------------------------------------------------- |
| - Craig Wilson - Kevin Robertson - Gary Figueroa - Peter Campbell - Doug Burke - Joe Vargas - Jon Svendsen | - John Siman - Drew McDonald - Terry Schroeder - Jody Campbell - Timothy Shaw - Chris Dorst |

### Eredmények
Csoportkör
B csoport
| Csapat                 | M | Gy | D | V | G+ | G– | Gk  | P |
| ---------------------- | - | -- | - | - | -- | -- | --- | - |
| Egyesült Államok (USA) | 3 | 3  | 0 | 0 | 32 | 17 | +15 | 6 |
| Spanyolország (ESP)    | 3 | 2  | 0 | 1 | 39 | 31 | +8  | 4 |
| Görögország (GRE)      | 3 | 0  | 1 | 2 | 23 | 33 | –10 | 1 |
| Brazília (BRA)         | 3 | 0  | 1 | 2 | 25 | 38 | –13 | 1 |

| 1984. augusztus 1. 13:30 | Egyesült Államok (USA) | 12–5 | Görögország (GRE) |  |
| 1984. augusztus 1. 13:30 | (2–0, 2–1, 5–2, 3–2)   |      |                   |  |
| 1984. augusztus 1. 13:30 |                        |      |                   |  |

| 1984. augusztus 2. 08:30 | Egyesült Államok (USA) | 10–4 | Brazília (BRA) |  |
| 1984. augusztus 2. 08:30 | (1–1, 1–1, 4–2, 4–0)   |      |                |  |
| 1984. augusztus 2. 08:30 |                        |      |                |  |

| 1984. augusztus 3. 19:30 | Egyesült Államok (USA) | 10–8 | Spanyolország (ESP) |  |
| 1984. augusztus 3. 19:30 | (1–1, 3–2, 4–2, 2–3)   |      |                     |  |
| 1984. augusztus 3. 19:30 |                        |      |                     |  |

Döntő csoportkör
| Csapat                 | M | Gy | D | V | G+ | G– | Gk  | P |
| ---------------------- | - | -- | - | - | -- | -- | --- | - |
| Jugoszlávia (YUG)      | 5 | 4  | 1 | 0 | 47 | 33 | +14 | 9 |
| Egyesült Államok (USA) | 5 | 4  | 1 | 0 | 43 | 34 | +9  | 9 |
| NSZK (FRG)             | 5 | 2  | 1 | 2 | 49 | 34 | +15 | 5 |
| Spanyolország (ESP)    | 5 | 2  | 0 | 3 | 42 | 46 | –4  | 4 |
| Ausztrália (AUS)       | 5 | 1  | 1 | 3 | 37 | 48 | –11 | 3 |
| Hollandia (NED)        | 5 | 0  | 0 | 5 | 25 | 48 | –23 | 0 |

| 1984. augusztus 6. 13:30 | Egyesült Államok (USA) | 8–7 | Hollandia (NED) |  |
| 1984. augusztus 6. 13:30 | (2–2, 3–2, 3–2, 0–1)   |     |                 |  |
| 1984. augusztus 6. 13:30 |                        |     |                 |  |

| 1984. augusztus 7. 08:30 | Ausztrália (AUS)     | 7–12 | Egyesült Államok (USA) |  |
| 1984. augusztus 7. 08:30 | (2–3, 1–4, 1–1, 3–4) |      |                        |  |
| 1984. augusztus 7. 08:30 |                      |      |                        |  |

| 1984. augusztus 9. 08:30 | Egyesült Államok (USA) | 8–7 | NSZK (FRG) |  |
| 1984. augusztus 9. 08:30 | (1–1, 1–2, 4–2, 2–2)   |     |            |  |
| 1984. augusztus 9. 08:30 |                        |     |            |  |

| 1984. augusztus 9. 13:30 | Ausztrália (AUS)     | 8–7 | Hollandia (NED) |  |
| 1984. augusztus 9. 13:30 | (2–1, 2–3, 1–1, 3–2) |     |                 |  |
| 1984. augusztus 9. 13:30 |                      |     |                 |  |

| 1984. augusztus 10. 19:30 | Egyesült Államok (USA) | 5–5 | Jugoszlávia (YUG) |  |
| 1984. augusztus 10. 19:30 | (1–1, 2–1, 2–1, 0–2)   |     |                   |  |
| 1984. augusztus 10. 19:30 |                        |     |                   |  |

| Csapat                 | Helyezés |
| ---------------------- | -------- |
| Egyesült Államok (USA) |          |